# 闪灵 (电影)
是一部发行于1980年的心理恐怖电影，由斯坦利·库布里克执导，他與黛安·約翰遜共同編劇。本片改編自斯蒂芬·金於1977年出版的同名小说，杰克·尼科尔森在片中饰演作家杰克·托伦斯，雪莉·杜瓦饰演妻子温蒂·托倫斯，丹尼·勞埃德饰演他们的儿子丹尼·托倫斯。本片有不少部分和原著不同，例如原著小說中鬧鬼的房間房號為217，電影將其改成237號。
《閃靈》的製作幾乎完全在埃爾斯特里影城進行，佈景基於真實地點。庫布里克經常和一個小團隊工作，這讓他可以對於電影進行多次拍攝，有時會令演員和工作人員筋疲力盡。新的斯坦尼康支架用於拍攝多個場景，為電影賦予了創新和令觀眾身臨其境的觀感。由於與原作的不一致、模棱兩可、象徵意義，人們對電影中的含義和行為進行了很多猜測。
《閃靈》最終於1980年5月23日在美國上映，1980年10月2日在英國上映，由華納兄弟公司發行。本片上映時評價褒貶不一，原著作者斯蒂芬·金批評本片與小說不符，對此頗為不滿。然而此片在隨後的幾十年間越來越受歡迎，成為了最偉大、最有影響力的恐怖電影之一。《閃靈》受到現在評論家的廣泛讚揚，並成為了流行文化的主要產物。在2018年，本片因為「文化上、歷史上或美學上具重要意義」被美國國會圖書館選為收錄在美國國家影片登記表中。
續集是《安眠醫生》，於2019年11月8日上映。

## 電影中文譯名
本片中國大陸、香港及新加坡中文譯名《閃靈》乃出自香港資深電影編劇、監製及製片莊澄。據莊澄憶述，當時他仍任職於為香港發行本片的金公主電影製作有限公司，擔任該公司電影宣傳文案創作員（copywriter）。莊澄收到本片導演寇比力克的指示，希望本片的中文譯名發音能盡量貼近電影英文名稱The Shining的發音，莊澄遂很快便想出「閃靈」一名並獲金公主負責人採用，此名對香港觀眾的印象及影響力尤深。其後，寇比力克曾因「閃靈」一名特意寫信讚揚莊澄。

## 剧情
杰克·托伦斯在科罗拉多洛磯山脈的偏远地带接受了一份冬季看管员的工作，负责管理每年冬季关闭的全景酒店。抵达后，经理斯圖爾特·厄爾曼告诉杰克，十年前，前任看管员查尔斯·格雷迪在酒店内杀害了自己的妻子和两个年幼的女儿后自杀。
在博爾德，杰克的儿子丹尼预感到可怕的事情并癫痫发作。杰克的妻子温蒂告诉医生，过去曾发生过一件事：杰克在酒后暴怒时不小心使丹尼的肩膀脱臼，自那以后他便一直坚持戒酒。关门之前，全景酒店的主厨迪克·哈洛蘭告诉丹尼，他们两人都拥有一种心灵感应能力，他称之为“閃靈”。哈洛蘭还告诉丹尼，由于过去发生过许多可怕的事件，酒店本身也有一种“閃靈”，还警告他要远离237号房间。
一个月后，丹尼开始看到可怕的幻象，例如被谋杀的格雷迪双胞胎姐妹。同时，杰克的精神状况逐渐恶化——他陷入腦閉塞，变得易怒暴躁，甚至开始梦见自己杀害家人。丹尼被看不见的力量引诱至237号房间，随后温蒂发现丹尼身上有明显的伤痕，便指责杰克是施暴者。杰克沮丧地坐在酒店的宴会厅里，鬼魂酒保勞埃德诱使他重新开始喝酒。温蒂告诉杰克，丹尼被237号房间的“疯女人”袭击了。杰克前去调查，在浴室中遇见了一位恐怖的女鬼，但回去后却告诉温蒂自己什么都没看到。他反而责怪丹尼是自己弄伤自己的，还在温蒂建议离开酒店时愤怒反驳。丹尼随后进入恍惚状态，透过心灵感应向哈洛蘭求救。而在宴会厅，杰克发现那里充满了幽灵般的宾客，其中包括服务生德爾伯特·格雷迪，他怂恿杰克“纠正”自己的妻儿。
温蒂在查看杰克的手稿时发现，上面写满了同一句谚语：“只用功不玩耍，聰明孩子也變傻。”杰克威胁要杀死温蒂时，她用棒球棍击昏了他，把他锁在厨房的食品储藏室里。然而，她和丹尼无法逃走，因为杰克此前破坏了酒店的对讲机和压雪车。在他们的房间里，丹尼不断重复着“redrum”，还用口红在浴室门上写下这个词。温蒂从镜子里看到这个单词倒过来实际上是“murder”（谋杀）。
格雷迪的鬼魂释放了杰克，他随后持斧追杀温蒂和丹尼。丹尼从浴室窗户逃到酒店外，温蒂则在杰克试图破门而入时用刀反抗。与此同时，从佛罗里达度假归来的哈洛蘭乘坐另一辆压雪车赶到酒店。他的到来吸引了杰克的注意，杰克在大堂伏击杀害了他，随后追赶逃进树篱迷宫的丹尼。温蒂在酒店内四处寻找丹尼，却遭遇了酒店的幽灵以及电梯倾泻而出的血流幻象，正如丹尼曾预见的那样。
在迷宫中，丹尼巧妙地利用脚印误导杰克，躲在雪堆后面。杰克在失去线索后迷失在迷宫中，最终被冻死。丹尼和温蒂最终乘坐哈洛蘭的压雪车逃离酒店。
在酒店的走廊里，一张老旧的照片上，杰克站在一群狂欢的人群中，照片的日期标注为1921年7月4日。

## 演員
- 杰克·尼科尔森 飾 杰克·托伦斯（Jack Torrance）
- 雪莉·杜瓦 飾 温蒂·托倫斯（Wendy Torrance）
- 丹尼·勞埃德 飾 丹尼·托倫斯（Danny Torrance）
- 史卡特曼·克洛瑟斯（英语：Scatman Crothers） 飾 迪克·哈洛蘭（英语：Dick Hallorann (The Shining)）
- 貝瑞·尼爾森（英语：Barry Nelson） 飾 斯圖爾特·厄爾曼（Stuart Ullman）
- 菲力普·史東（英语：Philip Stone） 飾 德爾伯特·格雷迪（Delbert Grady）
- 喬·特科爾 飾 勞埃德（Lloyd）
- 安妮·傑克遜（英语：Anne Jackson） 飾 醫生
- 托尼·伯頓（英语：Tony Burton） 飾 拉里·杜金（Larry Durkin）
- Lia Beldam 飾 洗澡中的年輕女人
- Billie Gibson 飾 洗澡中的老女人
- 貝瑞·丹寧（英语：Barry Dennen） 飾 比爾·華生（Bill Watson）
- 麗莎·伯恩斯、路易絲·伯恩斯 飾 格雷迪姐妹（Grady Twins）
- 羅賓·帕帕斯（英语：Robin Pappas） 飾 護士
- Norman Gay 飾 受傷的賓客

在歐洲剪輯版中，所有涉及傑克遜和伯頓的場景都被刪除，但演職員表保持不變。
扮演被謀殺的格雷迪女孩鬼魂的女演員麗莎和路易絲伯恩斯（Lisa and Louise Burns）的鬼魂的女演員是雙胞胎；然而，書中和電影劇本所敘述的人物僅為「姐妹」，並非雙胞胎。在電影的對話中，厄爾曼說他認為她們「大約八歲和十歲」。儘管如此，她們在關於多數這部電影的討論中經常被稱為「格雷迪雙胞胎」。

## 製作

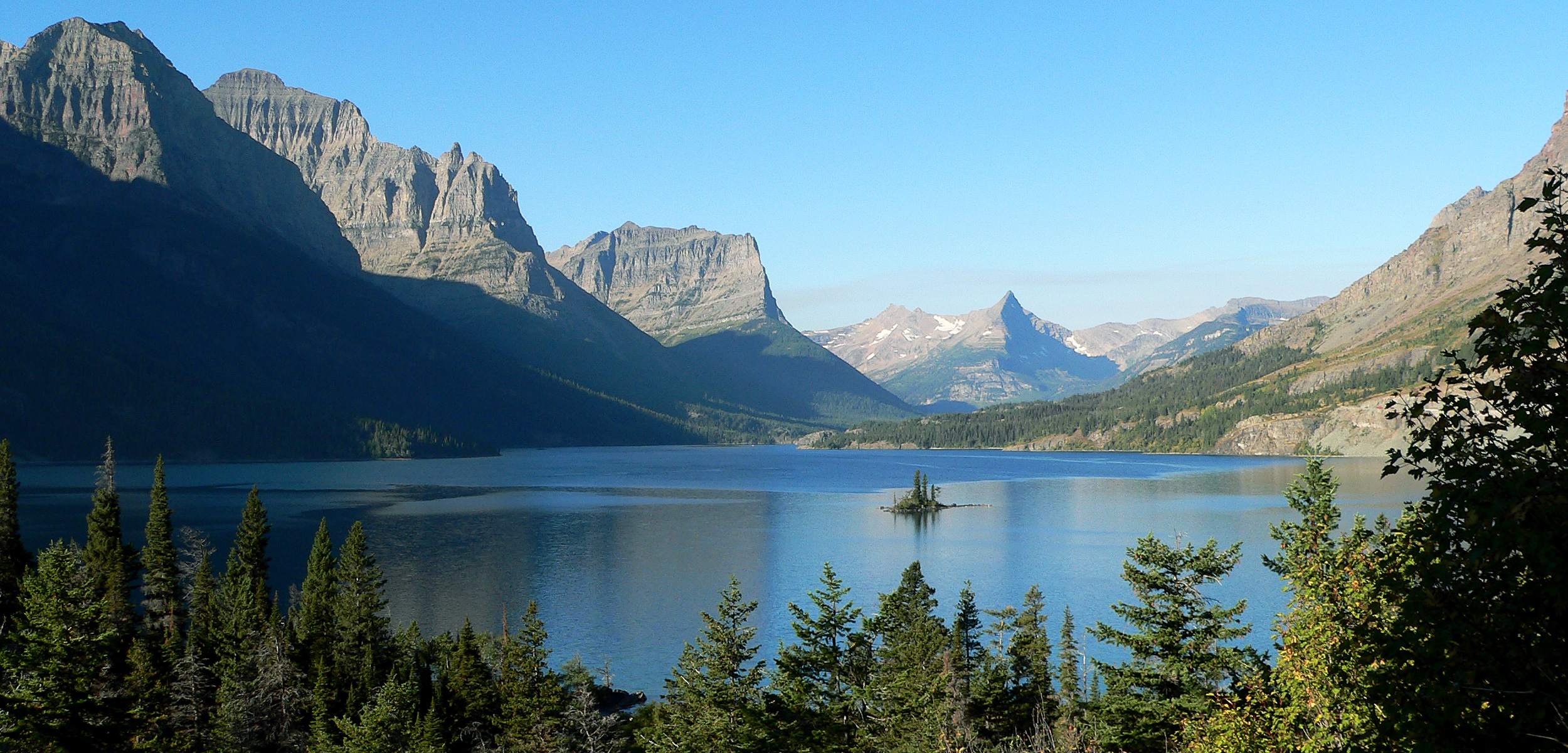
在《閃靈》的開場中可以看到聖瑪麗湖及其大雁島。

### 構思
在製作《閃靈》之前，庫布里克曾執導了電影《亂世兒女》，該部電影描繪了18世紀一位愛爾蘭青年的坎坷經歷。儘管使用了新興技術獲得了成就，但這部電影在美國的票房並不成功，並被評論家嘲笑電影情節太過冗長。庫布里克對《亂世兒女》感到失望，他意識到他需要製作一部在商業上可行，且在藝術上具有成就感的電影。斯蒂芬·金被告知庫布里克讓他的工作人員給他帶來了成堆的恐怖小說書籍，並將自己鎖在辦公室裡閱讀。
談到這部電影的主題，庫布里克表示：「人類的性格天生就有問題。它有邪惡的一面。恐怖故事可以做的一件事就是向我們展示無意識的原型；我們可以看到黑暗的一面，而不必直接面對它」。

### 選角
飾演傑克·托倫斯的傑克·尼克遜，是庫布里克構思的首選演員。其他選角時考慮過的男演員包括罗伯特·德尼罗（他曾表示這部電影讓他做了一個月的噩夢）、羅賓·威廉斯和哈里森·福特等，然而他們都遭到了史蒂芬·金的反對。金也相當不滿從選角選中的尼克遜，他認為有鑒尼克遜過去拍攝《飛越杜鵑窩》飾演 兰德尔·帕特里克·“R·P”·麦克墨菲的經驗，那麼觀眾從一開始就會傾向認為他是一個不穩定的角色。出於這原因，金反而更希望是強·沃特、麥可·莫瑞提或馬田·辛來飾演托倫斯，認爲他們會忠實地演釋出逐漸陷入瘋狂的普通人形象。然而，從一開始金就被告知主角的演員「他並沒有任何商量的餘地」。
溫迪的角色由雪莉·杜瓦飾演，最初被建議的其他選角則包括潔西卡·蘭芝 ，而雪莉很早就被告知她將在《閃靈》飾演溫蒂。不過與小說中的角色不同，《閃靈》片中的溫蒂性格脆弱，性格軟弱，對丈夫相當順從。按照電影的社會學解釋，庫布里克想更加鮮明地突出大男子主義作為主僕關係的表現之一。為了塑造她的性格讓她的表現更加逼真，導演在整個拍攝過程中將她逼到了極限，甚至當著所有同事的面羞辱雪莉。據說在丈夫遭到襲擊之前，杜瓦拿著棒球棒倒著走上樓梯的場景是所有電影中重拍次數最多的場景之一，她所代表的並不是一個害怕的女人，而是完全的「害怕」。根據《金氏世界紀錄大全》，庫布里克要求杜瓦重複拍攝約127次。
扮演托倫斯兒子丹尼角色的人選曾包括在《第三類接觸》演出的卡里·加菲，但加菲的父母則拒絕了邀約，並聲稱這部電影對孩子來說太可怕了。因此在尋找合適的演員來飾演丹尼的過程，庫布里克派了私人助理萊昂·維塔利和他的妻克爾斯季前往芝加哥、丹佛和辛辛那提，在六個月的時間裡進行對於5,000名男孩的試鏡會，之所以選擇這三座城市，是因為庫布里克正在尋找一個口音介於尼克遜和杜瓦之間的男孩，因為尼克遜來自新泽西州，杜瓦來自德克薩斯州 。最終在眾人之中，庫布里克選中了丹尼·勞埃德，由於他能夠長時間保持集中精神，所以他被選中飾演這角色。在嘉瑞特·布朗和約翰·巴克斯特的DVD評論中，他們說庫柏力克能夠拍攝所有勞埃德的場景，是因為這位六歲的演員沒有意識到他正在拍攝恐怖電影。勞埃德相信他只是演出一部關於一個家庭住在酒店的劇情電影。在1982年的電影《Will: G. Gordon Liddy》中飾演角色後，丹尼放棄了他的演藝生涯。

### 拍攝

#### 室內

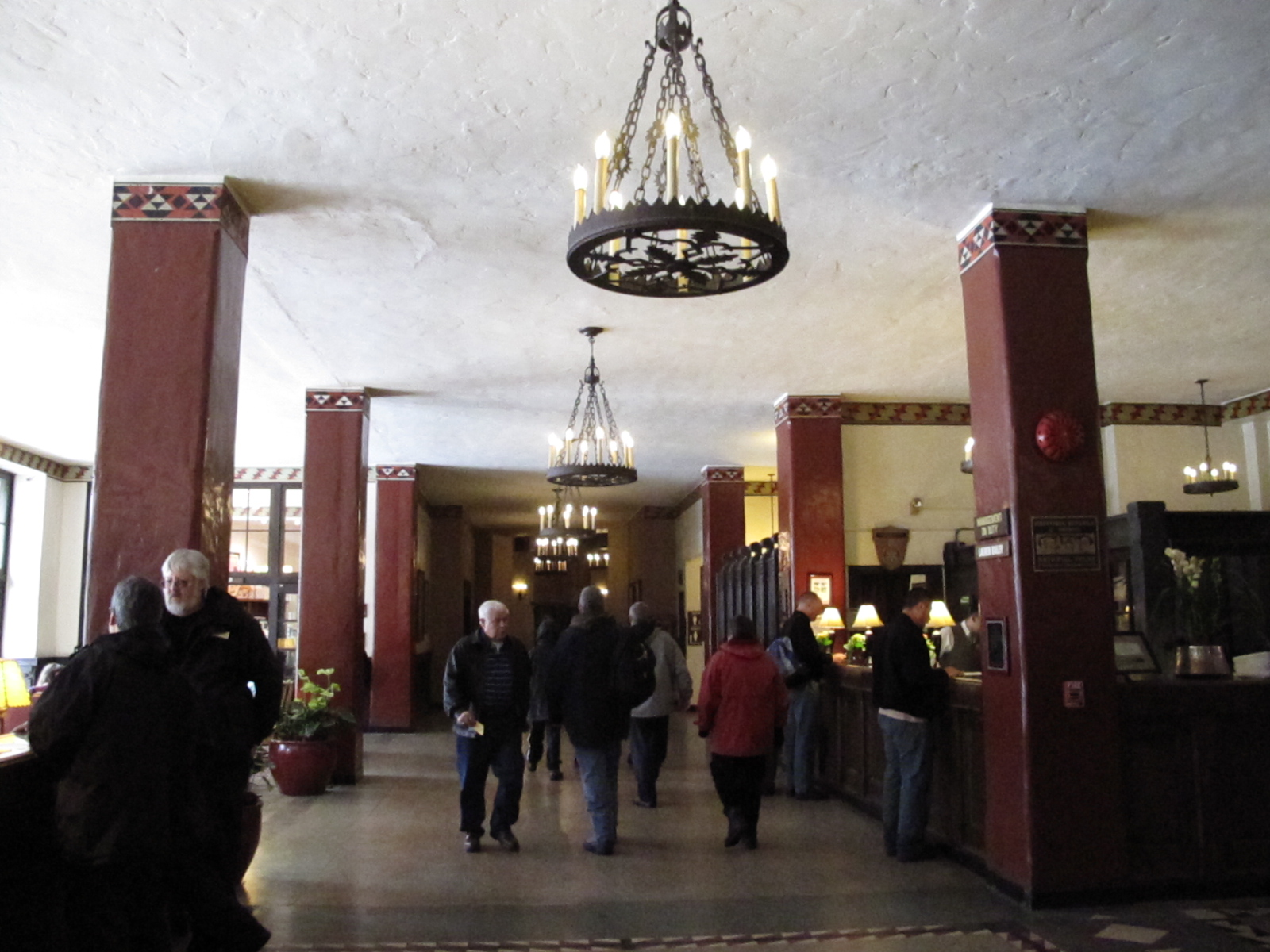
全景飯店的大堂和休息室以阿赫瓦尼酒店（Ahwahnee Hotel）作為藍本，並在埃爾斯特里影城搭建。

在選擇史蒂芬金的小說作為他下一個長片的主題以及前期製作階段後，庫布里克在英國赫特福德郡博勒姆伍德的埃爾斯特里影城建立了攝影棚。全景飯店套裝的一些室內設計則是根據優勝美地國家公園阿赫瓦尼酒店（Ahwahnee Hotel）作為藍本。為了能夠按時間順序拍攝場景，他在埃爾斯特里影城使用多個階段，以便在整個製作過程中提供所有場景。埃爾斯特里影城的佈景是當時在影城建造最大的場景，並包括酒店外部真人比例的的重建。 然而在1979年2月，埃爾斯特里影城的佈景在一場大火中嚴重受損，導致製作延遲。

#### 外景

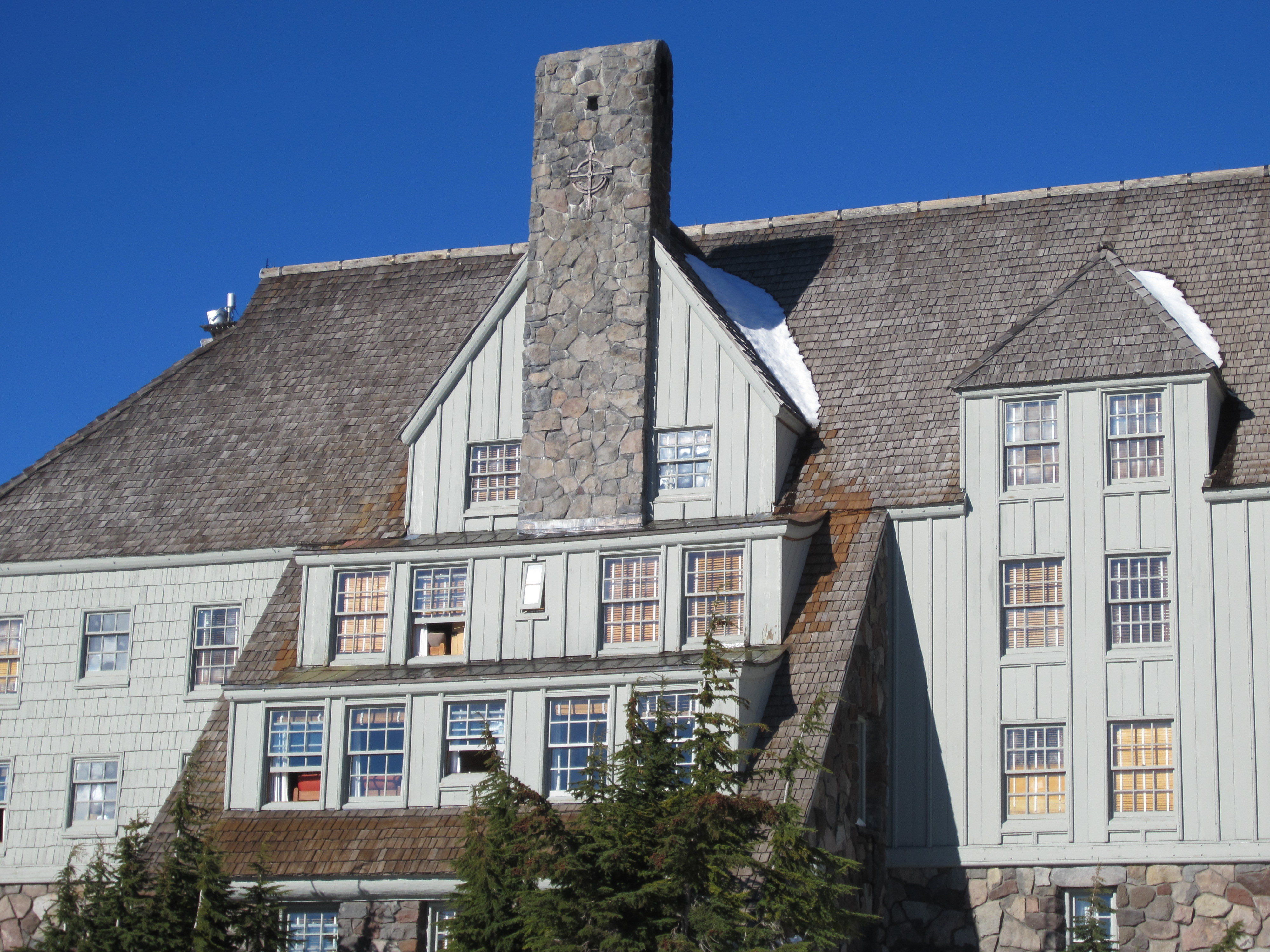
俄勒岡州的山林小屋酒店作為全景飯店的外觀。

雖然大部分的市內鏡頭，甚至一些全景飯店的外觀鏡頭都是在影城拍攝的，但少數外部鏡頭是由詹·哈蘭領導的第二組工作人員在現場拍攝。包括蒙大拿州冰川國家公園的聖瑪麗湖和野鵝島、俄勒岡州胡德山上的山林小屋酒店作為俯瞰飯店建築的特定取景點。
雷利·史考特在參與《閃靈》時，將開場全景鏡頭的經驗也運用在《銀翼殺手》的結尾。

### 編劇
1977年，華納兄弟公司的一位高管約翰·凱利寄給庫布里克《閃靈》的小說版本。 當時《閃靈》的作者史蒂芬金已經是知名的暢銷小說作家，他的作品《魔女嘉莉》在成功拍攝成真人電影後獲得巨大的成功。就庫布里克而言，當時的他已經考慮執導一部恐怖電影有一段時間了。在幾年前，正當他《亂世兒女》對票房感到失望時，另一部他拒絕執導的華納電影《大法師》（由威廉·弗莱德金執導）正打破世界各地的票房記錄，獲得熱烈的迴響。
當被問及是何物吸引著庫布里克對暢銷書榜上的《閃靈》小說改編電影的想法時，庫布里克的執行製片人（和姐夫）揚·哈蘭則透露：庫布里克想「嘗試」在這種電影類型，雖然有條件可以改編金的小說。而這種條件最終必須將通過合約得到保證。
《閃靈》劇本最後是由庫布里克本人與作家黛安·約翰遜合作編寫。庫布里克拒絕了由金本人撰寫的草稿版本，因為他認為該劇本過於原本的小說直白的改編。此外，電影製片人並不相信跟「鬼」有關的故事，他認為「原本的故事暗示死後可能有某種東西」、「他不相信有死後將會有任何東西，甚至地獄都沒有」。相反，當時正在加州大學伯克利分校教授哥特式小說研討會的約翰遜，顯然更適合參與《閃靈》的電影改編企劃。在內心深處，約翰遜並看不起斯蒂芬·金的文學作品；首映後不久，在接受《巴黎人》雜誌採訪時，她稱：
在我們之間，《閃靈》（小說）並不是偉大文學的一部分。儘管故事盡可怕，也很有效的，在此就不必不用多說（……）。但是看到一本非常糟糕的書也能非常有效，這確實很有趣。（……）儘管這樣會有些自命不凡。但同樣真實的是，人們在認為將要摧毀它時會少一些顧忌：他們意識到一件偉大的藝術作品並沒有被摧毀。
就庫布里克而言，他反而更熱衷於改編手稿的可能性：
這是我第一次讀完一本親自寄給我的小說，以便可能改編成電影版本的想法。我全神貫注於它的閱讀，在我看來，它的情節、思想和結構比恐怖類型中的通常更具想像力；我認為一部偉大的電影也許可以從那裡誕生。

### 拍攝

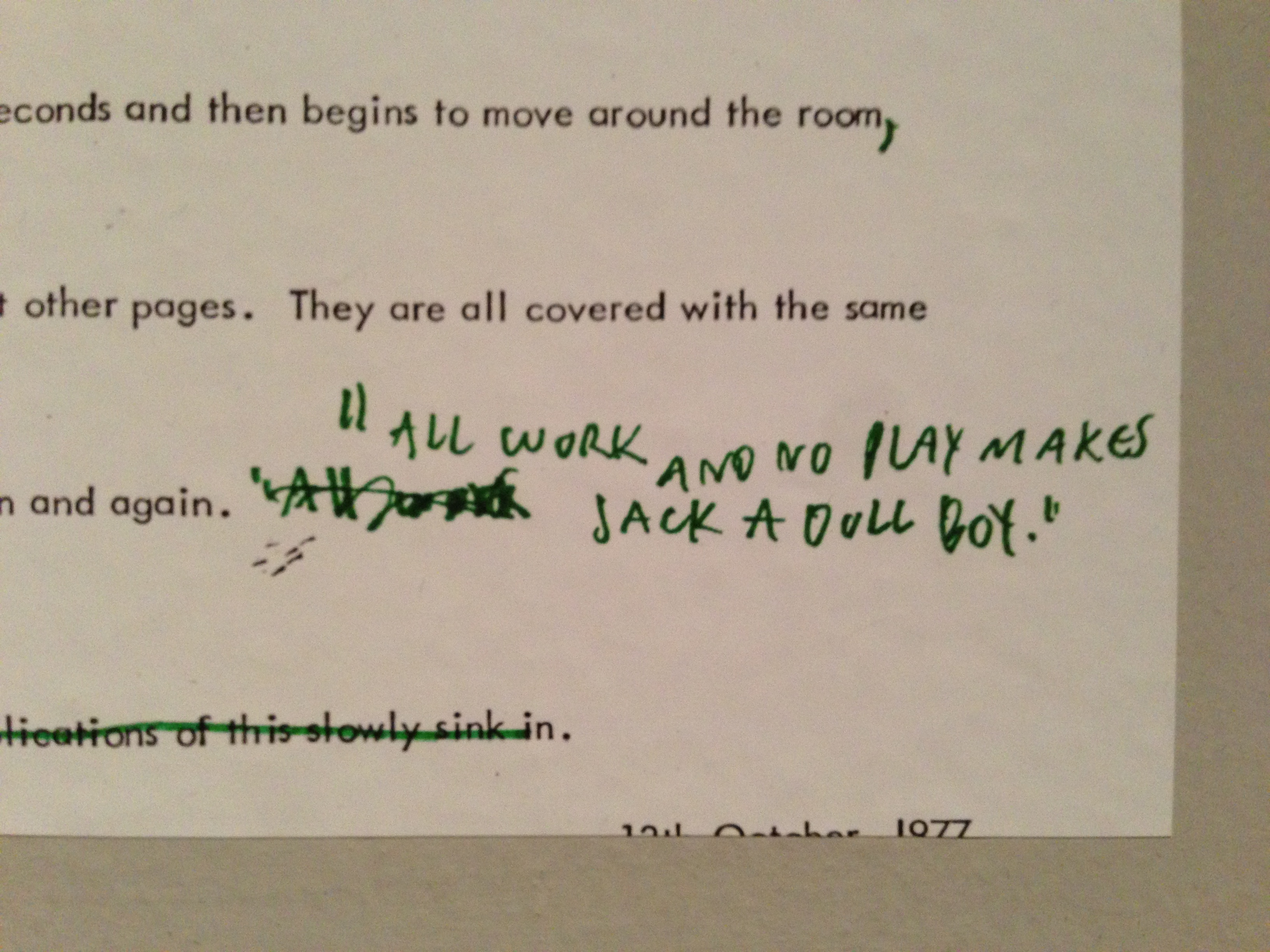
《閃靈》劇本

《閃靈》的製作週期盡漫長而艱苦，平時製作人員幾乎都經歷長時間的工作。由於庫布里克高度有條理的要求，最終《閃靈》主體攝影花了一年多的時間完成。女演員雪萊·杜瓦爾與庫布里克相處得併不融洽，庫布里克經常在片場就劇本的台詞、她的表演技巧和許多其他事情與杜瓦爾爭吵。杜瓦爾最終被她角色的壓力壓得喘不過氣來，以至於她最終生病了好幾個月。有一次，她承受著巨大的壓力，以至於她的頭髮開始脫落。由於拍攝的劇本一直不斷變化，有時一天需要好幾次的重拍，使杜瓦爾增加了更多的壓力。傑克·尼克遜則是對於不斷變化的劇本感到非常沮喪，以至於他後來幾乎都會扔掉製作團隊讓他記住的副劇本，他經常在拍攝前幾分鐘就學會了大部分台詞。當時尼克遜的女友安潔莉卡·休斯頓和她的妹妹阿萊格拉·休斯頓則見證了他在《閃靈》漫長的拍攝生涯。喬·特克爾（Joe Turkel）在2014年的一次採訪中表示，他們曾排練了「酒吧場景」大約六週，當時的拍攝從上午9點持續到晚上10點30分，特克爾回憶說：「他的衣服在拍攝結束時已經被汗水浸透了。」不過對於當天的拍攝。他還補充「這是他在電影中最喜歡的場景。」
在最後的房間拍攝中，庫布里克指示演員們（通過擴音器）不要說話，「而是模仿彼此的談話。庫布里克從多年審查數千部電影中知道，演員們通常可以通過點頭和使用大手勢，試圖模仿他們要飾演的角，他告訴眾演員們要自然地表演，並讓場景在傑克從七十年代走向咆哮的二十年代時，給人一種令人毛骨悚然、穿越現實主義的感覺。”

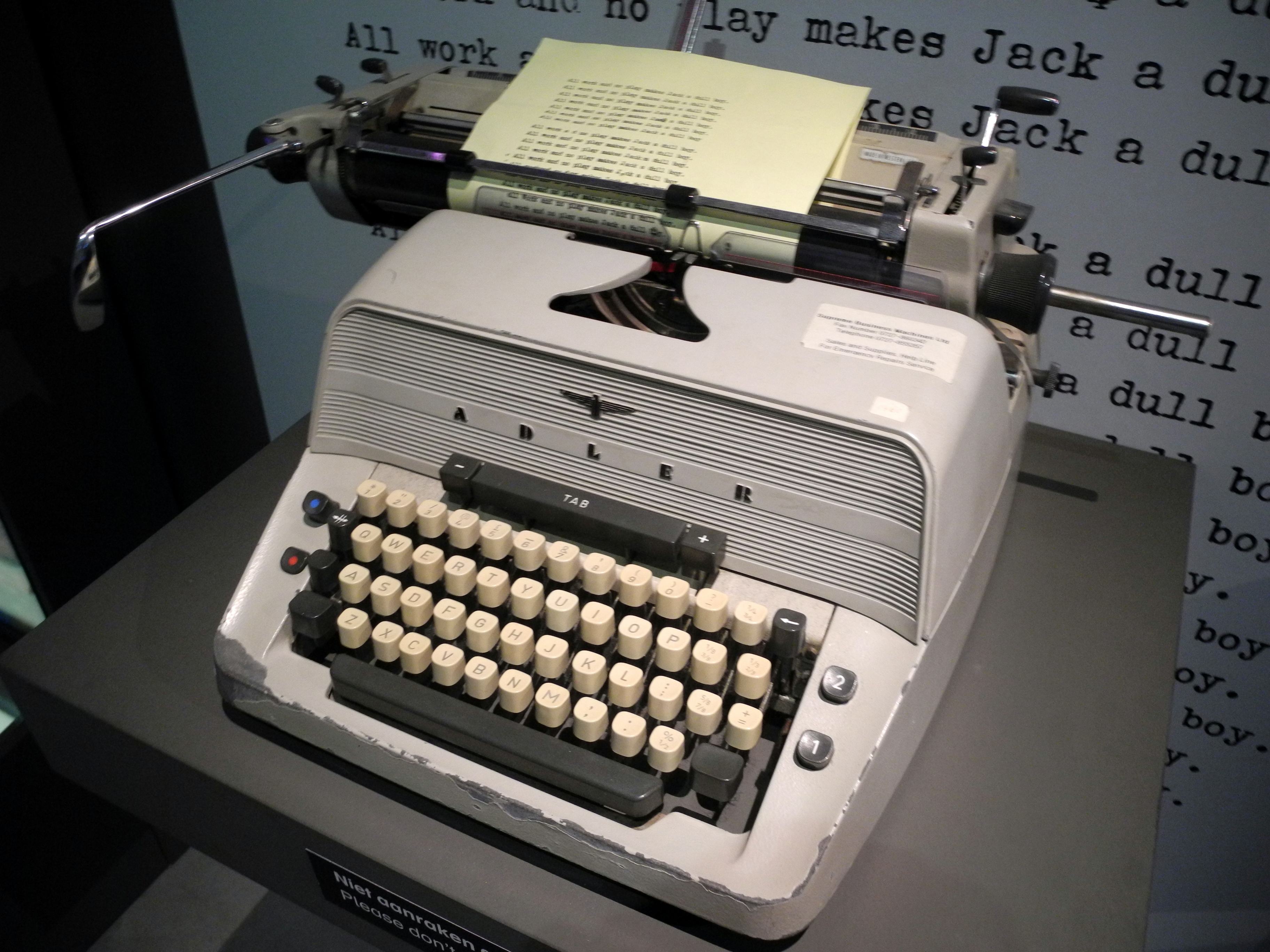
傑克的打字機

對於電影的國際版本，庫布里克拍攝了溫蒂用不同語言閱讀打字機頁面的不同鏡頭。對於每種語言，都使用了一個合適的成語：德語（Was du heute kannst besorgen, das verschiebe nicht auf morgen  –「永遠不要把今天可能做的事情推遲到明天」），義大利語（Il mattino ha l'oro in bocca  –「早晨嘴裡含著金子」)、法語（Un «Tiens» vaut mieux que deux «Tu l'auras»  - 「一個」比「兩個」還更值得擁有 ，相當於「手中的鳥，勝過叢林中的兩隻鳥」之意），西班牙語（No por mucho madrugar amanece más temprano  – 「無論你起得多早，你都可以做任何事」這些備用鏡頭並未包含在DVD版本中，僅使用了英文短語「all work and no play makes Jack a dull boy「一直工作不玩樂，讓傑克變成一個笨男孩」代替。
電影結尾處傑克用斧頭砍下的那扇門為真材；庫布里克最初曾使用一扇假門拍攝此場景，但曾在加州空中國民兵擔任志願消防隊長經驗的尼克遜則過快摧毀了該道具，最後則使用真實的門進行拍攝。傑克的台詞「強尼在這裡！（Here's Johnny!）」，則是尼克遜在現場取自艾德·麥克馬洪與约翰尼·卡森主持著名脫口秀節目《今夜秀》中，模仿约翰尼開場白的引用。
在製作過程中，庫布里克也向演員和工作人員放映了大卫·林奇的《橡皮頭》 （1977），以傳達他想要為這部電影實現的情緒。

#### 斯坦尼康穩定器
《閃靈》是早期使用新開發攝影機「斯坦尼康穩定器」應用的六部電影之一（其他包括《為榮耀而戰》 、《馬拉松人》和《洛奇》之後）），該設備是用於電影攝影機的穩定支架及攜帶型裝置，能夠將相機與攝影師分離開來，同時還可以提高相機的平衡性，當操作員在不平坦的空間移動時，穩定器則可以使攝影機順利跟蹤畫面並進行拍攝。本質上則是將常規安裝的穩定鏡頭，與手持相機的流動性、靈活性相互結合的組件。
斯坦尼康穩定器的發明者加勒特·布朗也積極參與了《閃靈》的製作，布朗曾描述了他第一次參觀電影佈景時相當興奮，並認為參與《閃靈》的製作，能夠為斯坦尼康開啟「更多的可能性」。他認為庫布里克並非將穩定器的功能「僅用於拍攝特技鏡頭和樓梯」。相反，他則使用「斯坦尼康」運用整體性的空間和時間，並將鏡頭放在需要的地方，從而不受到限制，拍攝更多無限性的畫面。在拍攝過程中，庫布里克曾親自協助並修改斯坦尼康的影像傳輸技術，布朗則在《閃靈》中，則開發了一種雙手技術，使他能夠在平移和傾斜攝影機時，將攝影機保持在一個高度。除了從後面跟蹤鏡頭外，斯坦尼康還能夠在狹窄的房間內進行拍攝。對此，布朗特地使用了一個18毫米的庫克鏡頭，能夠斯坦尼康可以在一英寸的牆壁和門框內拍攝畫面。布朗曾在《美國攝影師》上發表了一篇關於拍攝經歷的文章 ，並為2007年DVD發行版的音效評論做出了貢獻，他曾指出：
|  | 電影中最受關注的鏡頭之一，是丹尼駕駛三輪車在走廊移動的怪異跟蹤畫面。當車輪在木地板上時，配樂會隨著噪音而爆炸，然而當他穿過地毯時，現場會突然安靜下來。因此我們需要讓鏡頭離地板只有幾英寸的距離下，讓斯坦尼康能夠跟著自行車後面或前面跟蹤拍攝。 |

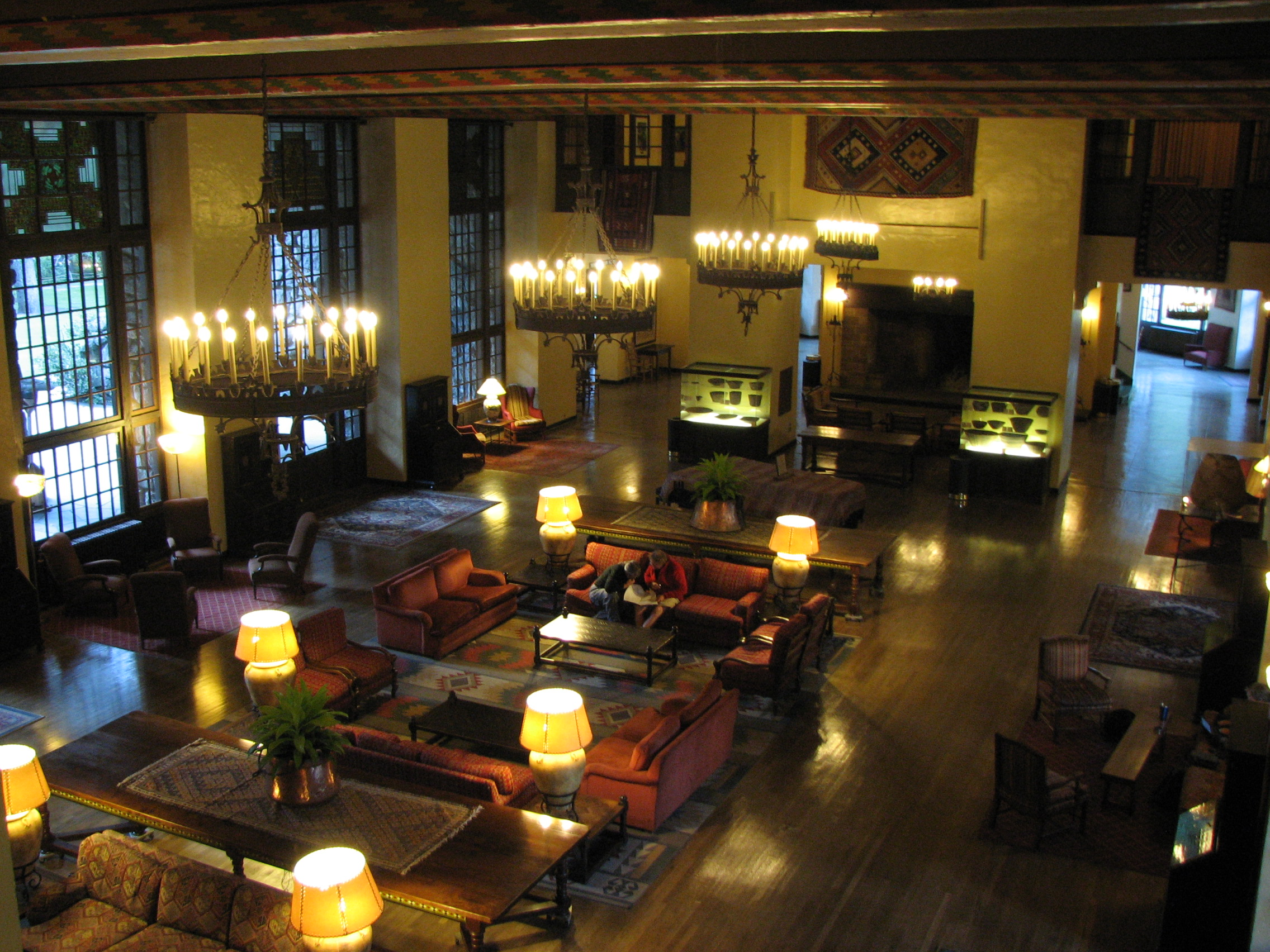
全景飯店很大程度上以阿赫瓦尼酒店（Ahwahnee Hotel）為藍本。

在此次拍攝中，斯坦尼康需要安裝在類似輪椅的特殊支架上，操作員則坐在其中與音響師一起拉動平台。然而鑽機及其乘員的重量對於原來的輪胎來說太大，導致輪椅的一個輪胎最後發生爆胎的問題，險些造成嚴重的撞車事故。製作人員最後則使用了實心輪胎安裝在鑽機上。庫布里克還裝備上安裝了高精度的速度計，以便為定鏡頭以準確的速度，讓布朗能夠連續執行相同拍攝畫面。 布朗還討論了樹籬迷宮中的場景，是如何使用斯坦尼康拍攝的。

### 音樂、配樂
温蒂·卡洛斯和雷切爾·埃爾金德-圖爾負責擔任《閃靈》的作曲。在拍攝開始之前，卡洛斯和埃爾金德按照庫布里克的建議閱讀了這本書以獲得音樂靈感。卡洛斯原先錄製了相當多的音樂，但庫布里克最終使用了幾位前衛作曲家的現有音樂作為最終版本的曲目。
庫布里克選擇的風格，類似於他在《2001太空漫遊》所使用的現代主義藝術音樂。雖然電影曲目是由庫布里克選擇的，但將音樂段落與電影相匹配的過程幾乎完全由音樂編輯戈登·斯坦福斯（Gordon Stainforth）自行決定，他在這部電影中的作品以注重細節和非常精確同步，沒有過度拼接音樂而知名。
由於音樂許可問題，黑膠唱片的原聲專輯後來遭到撤回。部分原聲專輯則省略一些電影中播放的一些音樂及完整版本。
電影配樂上的非原創音樂如下：
- 埃克托·柏辽兹《幻想交響曲》中《安魂曲》片段——由温蒂·卡洛斯和雷切爾·埃爾金德-圖爾（英语：Rachel_Elkind-Tourre）表演。[47]
- 利盖蒂·捷尔吉《Lontano》——由歐內斯特·布爾（英语：Ernest Bour）指揮西南广播电台巴登巴登与弗莱堡交响乐团表演。

巴托克·贝拉 、赫伯特·冯·卡拉扬的《弦樂、打擊樂和塞萊斯塔音樂》——由柏林爱乐乐团表演。（德意志留声机）
- 克里斯托弗·潘德列茨基樂章節選《Utrenja》及《De Natura Sonoris No.2》——由安傑伊·馬爾科夫斯基（英语：Andrzej Markowski）指揮華沙國家愛樂樂團表演。
- 克里斯托弗·潘德列茨基樂章節選《雅各布的覺醒》、《De Natura Sonoris No. 1》——由亨利克·齊茲（英语：Henryk_Czyż）指揮克拉科夫愛樂樂團（英语：Kraków_Philharmonic_Orchestra）表演（後者不在原聲專輯中)

- “家”，由亨利·霍爾和格倫伊格爾斯酒店樂隊表演。經Decca Record Co.許可，且由基思·古登（Keith Gooden）和傑夫·米爾恩（Geoff Milne）重新製作，1977年。（Decca DDV 5001/2）
- 哈里·伍茲（英语：Harry M. Woods）、吉米·坎貝爾（英语：Jimmy Campbell）和雷格·康奈利（英语：Reg Connelly）創作的《Midnight, the Stars and You》 ”，由瑞伊·諾布士（英语：Ray Noble）和他的管弦樂隊表演。
- 瑞伊·諾布士（英语：Ray Noble）的《It's All Forgotten Now》，由瑞伊·諾布士和他的管弦樂隊表演。（不在原聲專輯中）
- 《假面舞會》，由傑克·希爾頓和他的管弦樂隊表演。（未使用於配樂）
- 克里斯托弗·潘德列茨基的樂章節選《Kanon》。（不在原聲專輯中）
- 克里斯托弗·潘德列茨基的樂章節選《Polymorphia》（弦樂樂團，由亨利克·齊茲（英语：Henryk_Czyż）指揮的克拉科夫愛樂樂團演出。（未使用於配樂）

卡洛斯和埃爾金德曾觀看《閃靈》電影的第一個版本，並認為：「這部電影有點長。有很多場景從未出現在電影中。電影有許多完全奇怪、神秘的場景，比如傑克在舞廳的工作間裡發現用箭頭和東西排列的物體。她他下來後以為自己聽到了一個聲音，這時卻有一個鬼魂向他扔了一個球。這些畫面其實都沒有進入最後電影的剪輯。我們得需要分類。因為我們不知道最後肯定會使用什麼」。在她先前合作的《發條橘子》中發生類似的經驗後，卡洛斯曾表示對庫布里克的行為大失所望，並發誓不再與他合作。她和埃爾金德曾考慮對庫布里克採取法律行動，但由於雙方並未簽署正式合同，他們最後只能接受這種情況。
卡洛斯自己為《閃靈》所製作的音樂，後於2005年發行。

## 發行
與庫布里克之前的作品通過口碑場逐漸發展觀眾群的形式不同，《閃靈》最初在亡兵紀念日週末在紐約和洛杉磯的10個電影院上映，然後在一個月內作為大眾電影在美國上映。由於庫布里克刪除了大部分發生在飯店周邊的場景，幾個月後《閃靈》在歐洲的上映時間則縮短了25分鐘。

### 發行後剪輯
在首映及一周後的一般播映時間（14 分鐘）之後，庫布里克在結尾處剪掉一個發生在醫院的場景。場景顯示溫蒂在床上與厄爾曼先生交談，厄爾曼先生解釋說找不到傑克的屍體；然後他給了丹尼一個黃色的網球（疑似為傑克在酒店里扔的網球）。這個場景隨後被剪下來，並按照電影發行商華納兄弟的命令送回工作室。將電影的播映時間縮短到了144分鐘。對此，罗杰·埃伯特評論道：
|  | 如果傑克真的在迷宮裡凍死了，他的屍體當然會被發現——而且還是遲早會被發現，因為迪克·哈洛蘭 (Dick Hallorann)提醒森林護林員注意酒店的嚴重問題。如果沒有找到傑克的屍體，那傑克究竟怎麼了？它從來沒有出現過嗎？是否沉浸在過去中，這是否能夠解釋了傑克出現在1921年一組全景飯店派對照片中的原因？會不會傑克對妻子和孩子的暴力，完全存在於溫蒂的想像中，還是丹尼的想像中，還是他們兩人的想像中？......我認為庫布里克刪除那段結尾是明智的。它從故事下面拉出了太多的伏筆。在某種程度上，我們有必要相信托倫斯家族的三個成員，在那個冬天實際上是飯店的居民，無論發生什麼，他們認為發生了什麼。 |

看過前幾場演出的人普遍認為沒有此橋段會更好，因為這會削弱全景飯店對於該家庭的威脅，並將在故事中幾乎沒有擔任主要角色的厄爾曼引入此次衝突。合著者黛安·約翰遜透露，庫布里克從一開始就對溫蒂和丹尼的命運有一定的「同情」，從這個意義上說，醫院的場景會給人一種回歸正常的感覺。另一方面，約翰遜卻支持更悲慘的結果：她甚至提議讓丹尼「死亡」。對此，雪萊·杜瓦則表示：「庫布里克錯了，因為場景解釋了一些重要的事情，比如黃球的含義以及酒店經理在陰謀中飾演的角色。」，庫布里克則認為這部電影在沒有任何場景解釋的情況下，會讓結局效果變得更好。

### 歐洲版

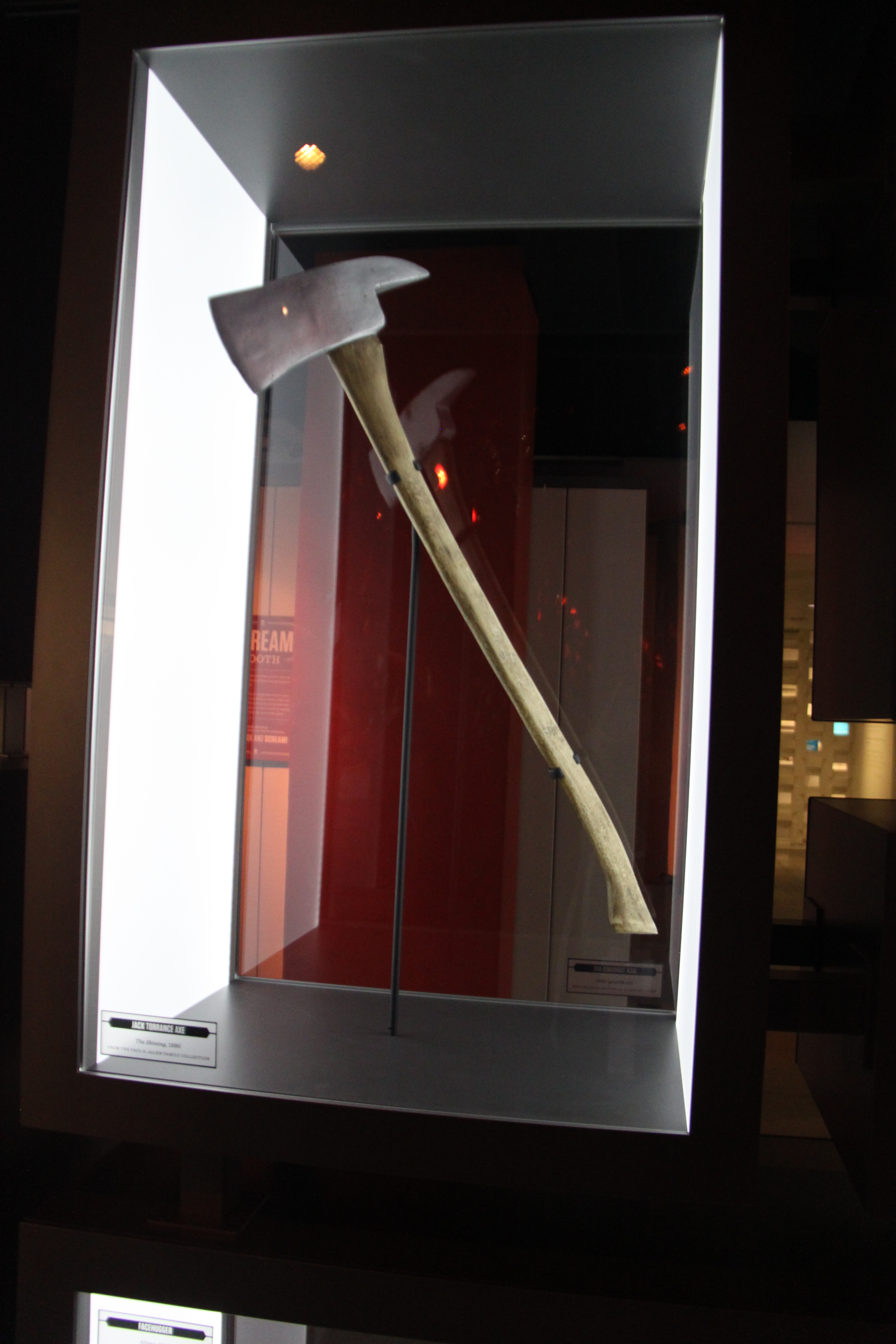
電影中出現的斧頭模型。

為了讓《閃靈》能夠在歐洲上映，庫布里克剪掉了大約25分鐘的畫面。其中刪減的場景包括：傑克和華生在全景飯店的長時間會面；丹尼看醫生時、包括對托尼的提及、以及傑克曾經如何在酗酒的憤怒傷害丹尼的橋段、更多哈洛蘭在暴風雪期間試圖到達酒店的鏡頭、包括與車庫服務員的對話（托尼伯頓)、在酒店擴展對話場景、以及高潮時溫蒂在酒店大堂發現一群骷髏的場景。
傑克與拉里·杜爾金進行了簡短交談的場景也在電影中刪除。根據杜爾金的飾演者托尼·伯頓的說法，當時得知這部電影「不太受歡迎」而被華納兄弟抱怨後，庫布里克決定為電影剪掉一些片段。
傑克痴迷於打字機上寫「一直工作不玩樂，讓傑克變成一個笨男孩（All work and no play makes Jack a dull boy）」的場景則重拍了好幾遍，但將打字副本的語言改為意大利語、法語、西班牙語和德語，以便以匹配各國的配音版本
在義大利版中，尼科爾森由配音演員詹卡洛·詹尼尼配音。英國電視廣告中則額外使用了三個替代鏡頭。

### 家庭媒體、4K版本
《閃靈》的美國家庭媒體首映式（於1983年5月6日在美国广播公司週日晚間電影）首映） 其標語開頭則為：「今晚的電影將講述一段超自然現象，一個被附身的人試圖摧毀他的家庭的故事」。由於電影最初較為模棱兩可的評價，因此無從確定庫布里克對此標題有何感受，標語牌則稱這部電影是「電視剪輯版」，並對其令人不安的內容事先對觀眾作出聲名。
北美及歐洲兩個地區的DVD中，包含一部由庫布里克的女兒薇薇安·寇比力克（拍攝電影時17歲）製作的33分鐘實物拍攝紀錄片，名為《Making The Shining》，最初於1980年在英國電視上播放。她還提供關於她對DVD發行紀錄片曲目評論的音訊。薇薇安也出現在2007年前的《閃靈》中DVD上，儘管在此之前大多數庫布里克電影的DVD都沒有紀錄片或音頻評論。然而《Making The Shining》片中則有著一些《閃靈》拍攝現場時，對於演員坦率的採訪和私密的時刻，比如演員和導演的爭吵，嚴肅的庫布里克指導演員的時刻，特別是史卡特曼·克洛瑟斯在接受採訪時情緒激動的反應，雪萊·杜瓦在片場筋疲力盡的表現，以及傑克·尼克遜在幕後玩著攝影機的畫面。
2019年5月，華納兄弟宣布《閃靈》將於10月以超高清蓝光光碟形式發行。該版本包括使用原始35毫米重新修復的4K重製版。電影製片人史蒂芬·史匹柏和庫布里克的前私人助理萊昂·維塔利在此次母帶製作過程中密切協助華納兄弟。根據官方新聞稿，《閃靈》超高清蓝光版本時長為146分鐘。

### 宣傳海報
在1980-1981年於國際上映時，《閃靈》使用了各種宣傳海報，在美國，主要海報和報紙廣告是由著名的好萊塢平面設計師索爾·巴斯設計的。據報導，巴斯和庫布里克實際構思了超過300種潛在的海報設計，然後才最終確定一個較為令人不安、憤怒、光線不足、具有点彩画派的設計，以面孔為主題的海報，並透過字母「The」作為重心主題，下方則帶有「SHiNiNG」小寫字母。海報頂部則設有橫幅「A MASTERPIECE OF MODERN HORROR（現代恐怖的傑作）」字樣，底部是演員表和其他資訊。
在設計過程中，庫布里克曾對於巴斯提議設計的手寫字表示批評。其中巴斯設計的原始版本為紅色背景，但庫布里克最終選擇將背景設為黃色。原始版本則設有小型絲網的印刷風格，該版本也未有橫幅口號，並且在底部設有白色區塊以放置中演員表和其他資訊。

## 評價

### 票房
《閃靈》與《星際大戰五部曲：帝國大反擊》在同一個週末上映，最初僅有在10個電影院上映，為期四天的周末票房收入獲得約622,337美元，是有史以來首映週末票房平均未達50美金以下第三低的票房，僅次於《星球大戰》（1977年）和《玫瑰（電影）》（1979）。與126個電影院的《帝國反擊戰》平均50,919美元相比，《閃靈》在電影院的平均總票房僅有約62,234美元。

### 初步評價
《閃靈》最初在美國上映時獲得褒貶不一的評價。《纽约时报》的珍妮特·馬斯林（Janet Maslin）稱讚尼克遜的演出，並稱讚俯瞰酒店是一個有效的恐怖場景，但寫道：「令人沮喪的是，超自然的故事缺少某種韻律或理由......即使是電影中最令人震驚的可怕畫面，似乎也有可能無關緊要。他也指出：「儘管庫柏力克與神經兮兮的傑克·尼克遜合作，但顯然卻摧毀了史蒂芬金暢銷小說的所有可怕之處。」

大眾普遍的批評是電影中緩慢的節奏，這在當時的恐怖電影中是較不典型的敘事手法。吉恩·西斯克爾和罗杰·埃伯特在他們的電視節目《Sneak Previews》主持時並都沒有評論這部電影，但在對《芝加哥太陽時報》的評論中，埃伯特抱怨說很難與任何角色有共鳴且有聯繫起來的想法。在《芝加哥論壇報》評論中，西斯克爾則在滿分四星中給了這部電影兩顆星，並稱其為「非常令人失望，幾乎沒有驚險刺激的體驗。鑑於庫布里克的世界級聲譽，人們的直接反應是也許他在電影中追求的不是刺激。如果是這樣，卻更令人們很難弄清楚電影的主題是什麼。」 《洛杉磯時報》的凱文·托馬斯寫道：「有些時刻具有震撼、只有庫布里克才做得到的視覺效果，但相比的是這部電影過於宏大，並不足以成為恐怖片所期待的震撼。那些期待庫布里克表現的人和只是想被驚嚇的人，最後可能只獲得同樣的失望。」，《紐約客》的保琳·凱爾（Pauline Kael ）表示：「電影的故事經常一次又一次讓我們期待新的事情，幾乎是承諾，然而卻讓我們失望。」《華盛頓郵報》的加里·阿諾德寫道：「史丹利·庫柏力克製作的《閃靈》，具有著史蒂芬金暢銷小說的沉悶，乏味的昇華，隱約成為新電影季中失望之作。我想不起更精心製作的低預算恐怖電影了。

《閃靈》是庫布里克的11部電影中，僅有的兩部電影未獲得英国电影学院奖的提名（另一部是《大开眼戒》），也是庫布里克的最後九部電影中，唯一一部沒有獲得奧斯卡金像獎或金球獎提名的電影，相反，這是庫布里克唯一一部獲得金酸莓獎提名的電影，包括最差導演獎和最差女演員獎（雪莉·杜瓦），雪莉·杜瓦的提名於2022年3月31日被金酸莓獎委員會撤回。
文森特·米西亞諾在《戰神》雜誌上的評論得出結論：《閃靈》展現了所有恐怖和懸疑的設定——無盡的怪誕音樂、奇怪的攝影機角度、無法停止的心跳聲、斧頭和狩獵的驚悚。結果卻構成膚淺、沈悶的電影。還是看書吧。

### 重新評價
在爛番茄上，基於101條評論，這部電影的評價獲得82%的成績，平均評分為8.5分（滿分 10 分）。該網站的共識是：「雖然偏離了史蒂芬金的小說，然而史丹利·庫柏力克的《閃靈》，是一段令人毛骨悚然的、巴洛克式的瘋狂之旅，傑克·尼克遜令人難忘的轉折演出就是最具代表的例證。」，在Metacritic根據26位評論家的評論，《閃靈》的平均得分為66分（滿分100 分），表明「普遍好評」。滾石樂隊的蒂姆·卡希爾在接受庫布里克採訪時指出，到1987年開始，各界已經開始《閃靈》進行批判性的重新評價。

2001年，《閃靈》在AFI百年百大驚悚電影中排名第29位，傑克·托倫斯在2003年的AFI百年百大英雄與反派中被評為第25位最偉大的反派。在2005年，劇中的引用台詞「強尼在這裡！（Here's Johnny!）」在AFI百年百大电影台词中排名第68位。該片段也被第四台評價為電影歷史上最可怕的時刻。美國精彩電視台則在它們所列表100個最可怕的電影時刻將《閃靈》場景之一排名第六。影評人金·紐曼和喬納森·羅姆尼都將它列入了2002年輪詢視聽的前十名名單。2005 年，Total Film將《閃靈》評為有史以來「第五大恐怖片」。導演马丁·斯科塞斯將其列入了他有史以來最喜愛的11部恐怖片名單。 倫敦國王學院的數學家在天空電影委託的一項研究中使用統計模型也得出結論，《閃靈》是一部「完美的恐怖電影」，因為包括震撼價值、懸念、血腥和大小在內的各種成分、適當平衡的演員表現。
2010年，《衛報》將其列為有史以來最好的恐怖片「第5名」。在BBC進行的2015年民意調查中，它被評為第62位有史以來最偉大的美國電影。2017年，《帝國雜誌》的讀者投票將這部電影排在「最偉大的100部電影」名單中的第35位。2021年，《Time Out》則在100部最佳恐怖電影榜單中排名第二。包括評論家、學者和劇組成員（例如庫布里克的製片人揚·哈蘭）也討論了這部電影對流行文化的巨大影響。2006年，最初對這部作品持批評態度的埃伯特則將這部電影引入了他的偉大電影系列，他稱庫布里克的《閃靈》挑戰，讓我們決定：誰是可靠的觀察者？我們可以相信誰對事件的想法？......正是這種難以捉摸的開放性，才會讓讓庫布里克的電影感到如此奇怪、令人不安。”
雖然杜瓦爾的表演最初受到評論家的批評，但後來她在電影的表演受到了讚揚。金酸莓獎的創始人毛羅·墨菲在2022年表示，她對當時提名杜瓦爾最差女演員此事感到遺憾。 2022 年 3 月 31 日，金酸莓獎委員會正式撤銷了杜瓦爾的提名，稱「我們發現杜瓦爾在電影表現，實際上受到了庫布里克在整個製作過程中刻意對待她導致的影響。」撤回提名是為了回應公眾的強烈反對。
關於杜瓦爾的表現，《禿鷹雜誌》曾在2019年寫道：「從劇院前排看著杜瓦爾的大眼睛，我發現自己被一種非常尖銳的恐懼所吸引。不是對演員的恐懼，或者對受害者更普通的恐懼，被一個揮舞著斧頭的瘋子追趕著。相反，這是一種更令人不安和熟悉的事物：一位經歷過丈夫暴力，並害怕的妻子，更使我們也害怕她又要再經歷同一件事」。媒體網站《Screen Rant》將杜瓦爾描述為：「電影的核心」；她在努力保護她年幼的兒子的同時，在應對丈夫迫在眉睫的精神錯亂方面，超出了原有角色的深度，同時又害怕面對其周圍的惡意。」
恐怖影評人彼得·布拉克在《高清文摘》 中評論藍光版時寫道：
正如全景酒店的幽靈舞會於可憐的傑克托倫斯腦海中耍著花招一樣，時間的流逝也改變了對《閃靈》本身的看法。許多在1980年抨擊這部電影「不夠恐怖」的評論家們，現在將其列為有史以來最有效的恐怖電影，而當時討厭這部電影的觀眾，現在也生動地回憶起被這種經歷『嚇壞了』。《閃靈》不知何故從其負面的灰燼中崛起，不僅將自己重新定義為該類型的開創性作品，而且可能是有史以來最莊嚴、最巧妙的恐怖片。
1999 年，喬納森·羅姆尼 (Jonathan Romney) 討論了庫布里克的完美主義，並駁斥了其他人最初認為這部電影缺乏複雜性的論點：「僅最後一幕就證明了《閃靈》提供了多麼豐富的困惑來源 ……超越簡單，俯瞰將自己展現為一座宮殿悖論」。羅姆尼進一步解釋道：
由羅伊·沃克（Roy Walker）設計的全景飯店主導地位，是製作團隊研究過程中訪問過的美國酒店綜合體——這也是對現場取景價值的非凡證明。更是一個真實而複雜的空間，我們不僅可以看到、甚至也可體現從中居住的假象。儘管整體的禁閉敢在恐怖電影中本身也是能夠是顯而易見呈現幽閉恐懼症的美學，讓我們盡不願留在電影院但又無法離開。然而，《閃靈》卻與廣場恐懼症結合在一起 ——讓我們害怕酒店巨大的空間，害怕著走廊、圍牆，這部電影能夠在簡單的家庭生活和宏偉壯麗、超自然與世俗之間建立一種複雜的動態，觀眾也因寬敞與封閉的結合迷失方向，不確定究竟何者為真，何者為虛。

### 史蒂芬·金的回應

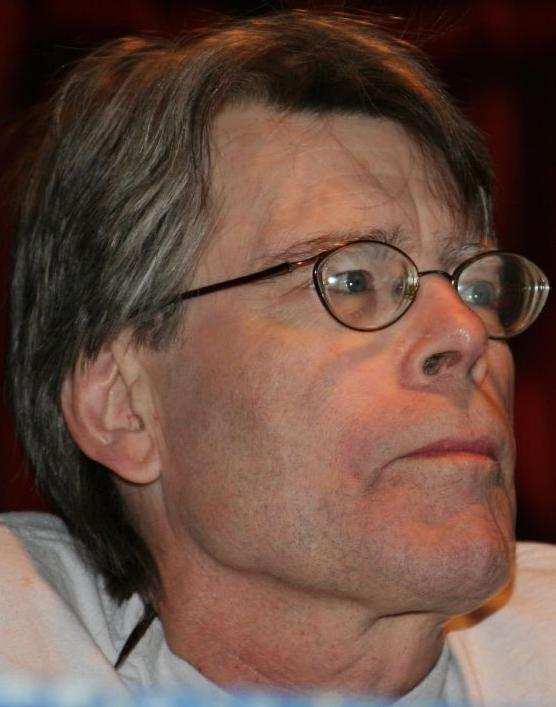
《閃靈》作者史蒂芬·金是1997年《史蒂芬金之鬼店》執行製片人，並且對庫布里克的版本繼續持有復雜的感覺。

史蒂芬·金曾引述說：「雖然庫布里克製作了一部具有令人難忘的意象，但作為改編作品比，《閃靈》相當糟糕，同時也他唯一能記得『恨』的改編作品。」然而，在1981年的非小說類書籍《恐怖之舞》中，金指出，庫布里克是那些「在願景的規劃能夠描繪清晰、態度激烈的電影製片人之一，他對失敗的恐懼永遠不會成為其製作電影的一個因素」，他評論道，即使當庫布里克這樣的導演能夠拍出像《閃靈》這樣令人抓狂、反常、令人失望的電影時，卻能夠某種方式保留了無可爭辯的光彩，並將庫布里克的電影列為他覺得「為了『恐怖』類型所做出的一些有價值的事情。」，在1980年的電影之後，金經常稱很少關注他作品的電影改編。
《閃靈》小說是在金患有酗酒時所寫的作品，因此故事中包含少許自傳及懺情元素。兩個作品最大的差異則在於傑克·托倫斯的人格塑造。小說中，傑克代表著普通、平衡的男子，並在受到酒店的影響而持續於心中天人交戰，最終卻敗給了心魔的「悲劇角色」。同時該角色反映了金當時的身心狀況（失眠和酗酒）及其自我懺悔的塑造，而在電影中則將傑克描繪成誤入魔坑、自此萬劫不復的父親。
金對於小說中聚焦的主題，如家庭解體、酗酒危險未再電影出現感到失望。也認為尼克遜的選角是一個錯誤，他認為這將導致觀眾迅速意識傑克在故事會發瘋，也曾建議讓更「普通」的演員來扮演這個角色，更能凸現出原本的傑克陷入瘋狂、更加令人不安的一面。在接受BBC採訪時，金當面也批評了杜瓦爾的表演，稱這個角色「基本上只是為了尖叫和愚蠢，這不是我所寫的那個女人。」 ，在小說中，溫蒂在專業和情感層面上，是一位堅強而獨立的女性；而從庫布里克的角度，他認為這樣的女人能夠長期忍受傑克的個性，似乎並顯得不一致。
此外，金曾經暗示他不喜歡這部電影對超自然現象的輕描淡寫。並認為傑克是真正被酒店外部力量困擾的受害者，庫布里克則是認為這種困擾和由此產生的惡毒則是來自傑克本人，2013年10月，記者勞拉·米勒 (Laura Miller) 寫道，他認為兩個作者之間的差異，則朝向完全相反的方向構思：
|  | 金本質上是一位道德小說家。他的角色做出的決定——無論是面對一群吸血鬼還是打破10年的清醒——對他來說都是最重要的。但在庫布里克的《閃靈》中，角色在很大程度上處於他們無法控制的力量的掌控中。這是一部發生著家庭暴力的電影，而金的小說則是關於家庭暴力，這是某些男人在拒絕放棄妄想的防禦做出的選擇。正如金所見，庫布里克將他的角色視為『昆蟲』，因為導演並不真正認為角色們有能力塑造自己的命運。他們所做的每一件事都服從於一種自負的、不可抗拒的力量，這也就是庫布里克美學；家人是它的奴隸。作為金的《閃靈》，怪物就是傑克，但在庫布里克的《閃靈》，怪物就是庫布里克本人。 |

金後來批評了這部電影和庫布里克作為導演：
|  | 電影的某些部分令人不寒而栗，充滿無情的幽閉恐怖，但其他部分則平淡無奇。並不是說宗教必須涉及恐怖，而是像庫布里克這樣發自內心的懷疑論者，就是無法理解全景酒店純粹、非人道的邪惡。因此，他轉而在角色中尋找邪惡，並將這部電影變成了家庭悲劇，只有模糊的超自然色彩。這是基本的缺陷：因為他無法相信，所以他無法讓這部電影說服別人相信。庫布里克《閃靈》的基本問題在於，這是一部構思太多，卻顯出整體敘事單薄的電影。這就是為何儘管它具有所有大師級的藝術效果，卻也永遠不會扼殺你的喉嚨，僅像一部恐怖片一樣呈現。. |

最初金也對庫布里克決定不在科羅拉多州埃斯蒂斯公園的史丹利酒店拍攝的決定感到失望，因為該酒店也是這激發《閃靈》小說的靈感的參考地點。金後來於1997年拍攝《史蒂芬金之鬼店》時，則採用斯坦利酒店作為拍攝地點。
隨著時間的推移，金對庫布里克改編的敵意已經減弱。在布拉沃頻道的採訪片段中，金表示：他第一次觀看庫布里克的改編作品時，發現它「非常令人不安」。儘管如此，在《安眠醫生》的後記中，金仍表示對庫布里克的電影持續不滿。他談到它時說：當「當然，庫布里克的電影似乎被許多人記得，出於我從未完全理解的原因『這是他們看過的最恐怖的電影之一。』如果你看過這部電影，但沒有讀過小說，你應該注意到《安眠醫生》遵循的是後者，在我看來，這才是托倫斯家族的真實歷史。」
《安眠醫生》的導演麥可·弗拉納根試圖在電影中調和小說和1980年電影《閃靈》之間的差異。由於《安眠醫生》是小說版的直接改編，它本身是小說版《閃靈》的續集，更是庫布里克電影的延續；在解釋後者時，弗拉納根表示：「《閃靈》是如此無處不在，並以一種很少有電影所擁有的方式，融入了熱愛電影的人們的集體想像中。沒有其他語言可以講述這個故事。如果你說「全景酒店」，我看到了一些東西。因為庫布里克的作品就這樣在我的腦海中浮現。你不能假裝自己並未有這樣的想像。」。金最初拒絕了弗拉納根，想在故事中「帶回全景飯店」的提案，但在弗拉納根在電影結束時在飯店內拍攝的一個場景後，讓金改變了主意，並在閱讀劇本後對整體的結果非常滿意，他稱：「我曾經不喜歡庫布里克的《閃靈》所有一切，但現在都在這裡為我贖回了。」

## 獎項及提名
| 獎項     | 主題       | 被提名人            | 結果 |
| -------- | ---------- | ------------------- | ---- |
| 金酸莓獎 | 最差女主角 | 雪莉·杜瓦 (已撤銷） | 提名 |
| 金酸莓獎 | 最差導演   | 斯坦利·库布里克     | 提名 |
| 土星獎   | 最佳導演   | 斯坦利·库布里克     | 提名 |
| 土星獎   | 最佳男配角 | 史卡特曼·克洛瑟斯   | 獲獎 |
| 土星獎   | 最佳恐怖片 | 最佳恐怖片          | 提名 |
| 土星獎   | 最佳音樂   | 巴托克·贝拉         | 提名 |

## 分析

### 社會解釋
《閃靈》電影最著名的場景，是傑克將臉穿過破門說：「強尼在這裡！（Here's Johnny!）」，這與D·W·格里菲斯的《残花泪》 （1919年）和瑞典恐怖片《幻影馬車》（1921年）中的場景相呼應。
影評人喬納森·羅姆尼 (Jonathan Romney) 則寫道：《閃靈》這部電影有多種解讀方式，包括解決男子氣概、性別歧視、美國企業、種族主義等議題。《閃靈》誘人的點除了作為《伊底帕斯王》悲劇式鬥爭，同時劇中事件影響不僅影響著幾代人之間，甚至在傑克的書面文字文化和丹尼的圖像文化之間都能延伸。」，羅姆尼寫道，傑克將書面文字用於更平凡的目的——與全景飯店簽署「合約保證」，……我們認為這意味著如同浮士德的意義一樣，向魔鬼作出交易，出賣了自己的靈魂。到最後……他完全失去了語言能力，用一種含糊不清的咆哮在迷宮追逐丹尼。他簽訂的是一項傳統的商業交易，將交易的義務、風光與權力建立於忽略與家人的感情之上。

### 美洲原住民
在觀看庫布里克電影，更微妙地反映其他社會議題的解釋中，ABC記者比爾·布萊克莫爾在一篇題為「庫布里克的《閃靈》秘密：電影隱藏的恐怖是印第安人的謀殺案」的文章中討論了早期觀點，該報導首次發表於1987年7月12日的《華盛頓郵報》。 他認為該部電影中間接提到了美洲殖民期間歐洲人與印地安人之間的屠殺事件，例如廚房發酵粉上的美洲印第安人標誌、遍布酒店美洲印第安藝術品，卻未能看到任何的美洲原住民。在劇中，斯圖亞特·烏爾曼曾告訴溫蒂，在建造全景酒店時必須抵禦一些印地安人的襲擊，因為它是在印地安人的墓地上建造的。

布萊克莫爾的論點是：《閃靈》是對美洲原住民種族滅絕的隱喻。他指出，當傑克殺死哈洛蘭時，哈洛蘭的屍體躺在印有印第安圖案的地毯上。對布萊克莫爾來說，電梯井裡的鮮血則是印第安人在建造酒店墓地裡流淌的鮮血。電影最後一張照片的日期「7月4日」具有諷刺意味。布萊克莫爾則寫道：
和他的其他電影一樣，庫布里克以一個強大的視覺謎題結束了《閃靈》，迫使觀眾離開劇院問著：「那是什麼？」。《閃靈》的最後，一個超長鏡頭沿著全景酒店的走廊移動，最終到達牆上21張照片的中心，每張照片都捕捉到了全景酒店過去的美好時光。然而派對的領頭人正是我們在1980年看到的傑克。標題寫著：「俯瞰酒店 - 1921年7月4日舞會」，這個謎題的答案是解開整部電影的萬能鑰匙，大多數美國人則忽略了這樣一個事實：7月4日對美國原住民來說不是舞會，也不是任何形式的獨立日。《閃靈》電影是早年屠殺印第安人的美國人的重新體現；庫布里克則是藉由《閃靈》研究和反思這個跨越幾十年和幾世紀的議題。

電影作家約翰·卡波認為《閃靈》這部電影是美帝國主義的寓言。許多線索都證明了這一點，例如傑克過去在7月4日聚會上的閉幕照片，或者傑克早先提到了魯德亞德·吉卜林的詩《白人的负担》，這首詩將美菲戰爭定為主題，並含蓄地倡導人民，若進行擴張將會帶來的代價。

### 大屠殺的擔憂
電影歷史學家傑佛瑞·科克斯 (Geoffrey Cocks)擴展了布萊克莫爾的觀點，即這部電影有一個關於美洲原住民的潛台詞，他認為《閃靈》這部電影間接反映了史丹利·庫柏力克對納粹大屠殺的擔憂（科克斯的書和邁克爾·赫爾的《庫柏力克回憶錄》中，提及庫柏力克曾製作一部直接與大屠殺有關的電影，但因無法下定決心而作罷。）。科克斯在他的《門口的狼：史丹利·庫柏力克，歷史與大屠殺》一書中提出了一個有爭議的理論，即庫布里克的所有作品都受到大屠殺的影響：
他稱《閃靈》中有一個大屠殺的潛台詞，科克斯認為，這就是為什麼庫布里克在《閃靈》的劇本走向情感上極端，並省略了小說的大部分超自然主義，更讓溫蒂的角色容易歇斯底里。考克斯將庫布里克對於鬧鬼酒店的願景，與經常發生險惡事件的酒店的長期文學傳統相一致，從史蒂芬·克萊恩的短篇小說《藍色酒店》到托马斯·曼的小說《魔山》中，講述瑞士阿爾卑斯山高處被雪覆蓋的療養院，主人公在其中目睹一系列事件的經過，並認為這些事件實際上呈現著西方文化衰落的縮影。為了保持這一傳統，庫布里克的電影通常關注家庭生活，以及傑克試圖將這座宏偉的建築形容為「溫馨」的家。
科克斯稱，庫布里克通過對數位和顏色的處理以及他對音樂、數字的選擇，並將他的許多歷史問題精心編入了電影中，其中許多是受二戰恐怖影響的戰後作品。特別值得注意的是庫布里克使用克里斯多福·潘德列茨基的《雅各的覺醒》來伴隨傑克企圖殺死家人的夢想和丹尼對酒店過去大屠殺的想像，這首音樂最初也與大屠殺的恐怖主題有關。而庫布里克的悲觀結局，也與史蒂芬金的樂觀結局形成鮮明對比，這與庫布里克編織到故事中的主題行程一致。
庫布里克電影的其他作品，經常也被被科克斯討論，有些對於電影的理論持懷疑態度。朱利安賴斯在他的著作《庫布里克的希望》的開篇中寫道，他認為科克斯的觀點過於投機，並且包含太多緊張的「跳躍性思維」信仰。賴斯認為，除了對善惡本質的廣闊視野（包括對大屠殺的關注）之外，庫布里克的思想也無法複製或證實，但庫布里克的藝術則努力不受這一癡迷的支配。《閃靈》的聯合編劇黛安·約翰遜也評論了科克斯的觀察，稱庫布里克對大屠殺的關注，很可能是促使他決定將酒店安置在美洲原住民墓地的原因，儘管庫布里克從未直接向她提及實際的設定。

### 文學典故
科克斯也指出，《閃靈》包含許多對於童話故事的暗示，包括《糖果屋》以及《三隻小豬》，傑克被認為是大灰狼的定位，布鲁诺·贝特尔海姆將其解釋為代表「所有不合群的無意識吞噬力量」能夠被孩子自我給克服。
電影出現的諺語「一直工作不玩樂，讓傑克變成一個笨男孩」則出現在詹姆斯豪威爾的《英語、意大利語、法語和西班牙語諺語》（1659）中。

### 電影中的歧義
羅傑·艾伯特指出，這部電影並沒有真正的「可靠觀察者」，迪克·哈洛蘭可能是個例外。艾伯特認為各種事件都對傑克、溫蒂和丹尼的可靠性提出了質疑。這導致艾伯特得出以下結論：
庫布里克正在講述一個有鬼的故事（兩個女孩，前看守人和酒保），但這不是一個「鬼故事」，除了傑克或丹尼所經歷的幻覺外，其他的鬼可能根本不存在。
艾伯特總結道：「這部電影不是關於鬼魂，而是關於瘋狂的能量”。影評人詹姆斯·伯納汀內里對這部電影的相比艾伯特提出了直接的看法，他指出「金會讓我們相信酒店鬧鬼。然而庫布里克在他提供的解釋中沒有那麼明確。」，他將這部電影稱為「鬼故事的失敗，但作為對『不可靠的敘事者』的研究」來看待將非常出色。

### 鬼魂
對於《閃靈》某些場景存在是否存在鬼魂的問題。其中包含傑克在看到鬼魂的場景中總是面對一面鏡子，或者在他與格雷迪的儲藏室談話中總是面對一扇反光的、高度拋光的門。伯納汀內里認為：「有人指出，傑克看到鬼魂的每一個場景都有一面鏡子，這讓我們懷疑這些鬼魂是否只是傑克受折磨的心靈反映。」  在《好萊塢的斯蒂芬·金》中，馬吉斯特雷寫道：

庫布里克依靠鏡子作為視覺輔助來強調這部電影的主題意義，直觀地描繪了傑克·托倫斯心理上發生的轉變和對立。通過這些設備，庫布里克戲劇化了酒店對托倫斯身份有條不紊的攻擊，通過創造機會扭曲托倫斯對自己（及他的家人）的看法，激發無數自我懷疑和焦慮的能力。此外，傑克每次對酒店「說話」時都會照著鏡子，這在某種程度上意味著庫布里克將他直接牽連到酒店的「意識」中，因為傑克實際上是在自言自語。

鬼魂是傑克看似不可能從上鎖的儲藏室逃脫的隱含解釋。在學者米歇爾·西蒙對庫布里克的採訪中，導演對書中的場景發表了評論，這可能暗示他同樣認為電影中的場景是二分法的關鍵揭示：

它似乎在心理和超自然之間取得了非凡的平衡，以至於讓你認為超自然最終會被心理解釋：“傑克一定是在想像這些事情，因為他瘋了。”這讓你可以暫停對超自然現象的懷疑，直到你完全沉浸在這個故事中，以至於你幾乎可以在沒有注意到的情況下接受它......直到格雷迪，前任看守人的鬼魂，他滑開儲藏室門的螺栓讓傑克逃脫，這除了超自然現象之外別無其他解釋。

### 兩個格雷迪

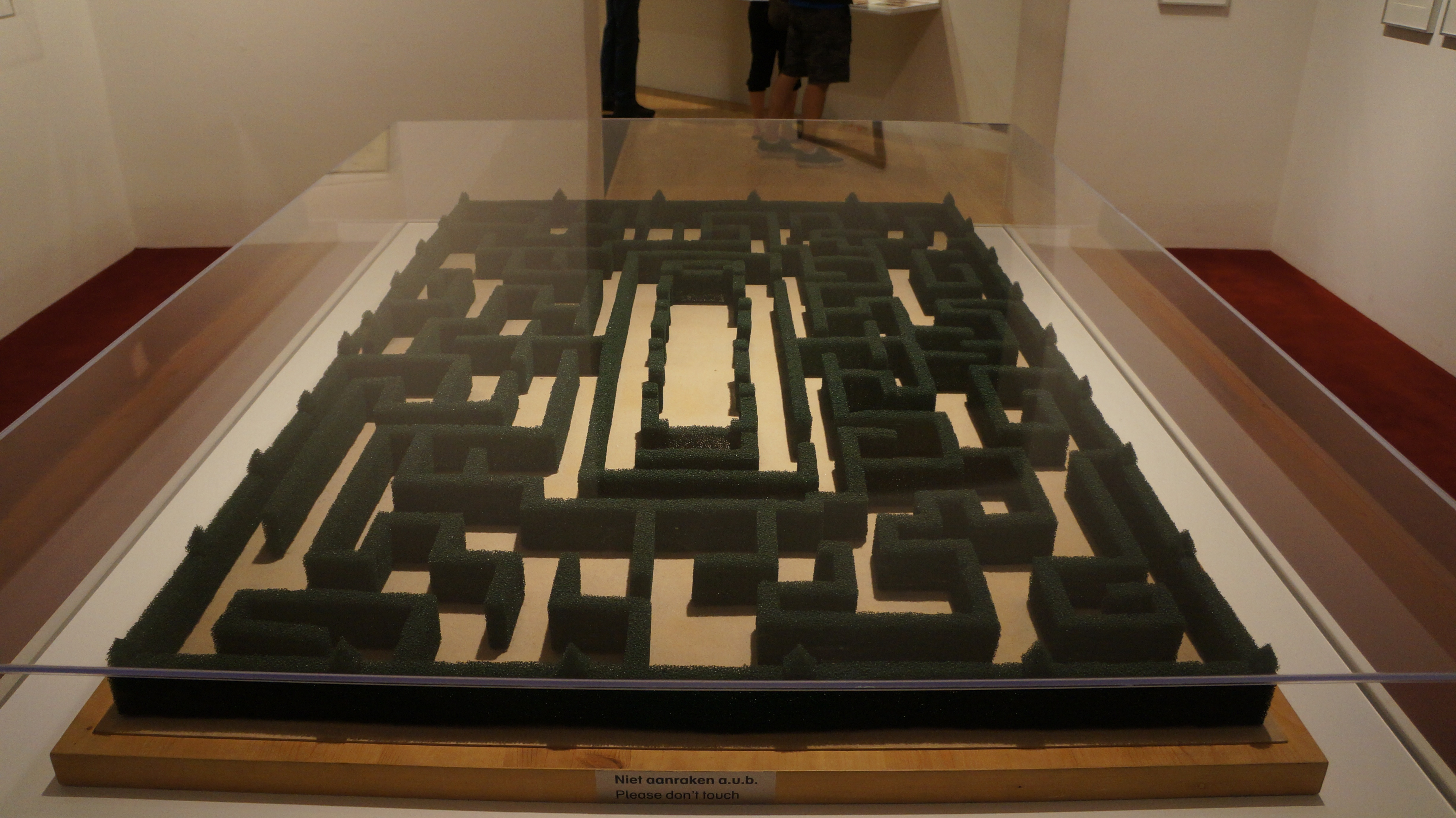
電影中出現的樹籬迷宮模型。

在電影的開頭，斯圖爾特·厄爾曼告訴傑克以前的看守員查爾斯·格雷迪的故事，他在1970年死於幽居病，在謀殺了他的家人後自殺了。後來，傑克遇到了一個長相一模一樣，也同叫格雷迪的幽靈管家。傑克說他知道謀殺案，並聲稱從照片中認出了格雷迪，但這位「格雷迪」則自稱自己的名字叫德爾伯特·格雷迪。
The Kubrick FAQ的戈登·達爾奎斯特辯稱，格雷迪的「故意改名」，反映出傑克既是溫蒂的丈夫/丹尼的父親，還是1921年7月4日照片中的神秘人。也就是說，這兩個被分成不同的傑克，其所包含的是：一個是在危險狀況下仍有能力做選擇的人，和一個「總是」被全景酒店控制著、無法逃脫的人。而用電影最後出現的那張照片去作為電影事件預先發生的證據的論述其實是錯誤的：實際上，傑克還是有許多時刻是可以採取與原先行動不同的方式，而他確實做到了，儘管他的選擇（即便是糟糕的）是由於軟弱和恐懼不斷推進所引起的。同樣的，查爾斯其實是有機會不繼承德爾伯特的遺產，進而讓傑克有機會擺脫他作為強權利益「看守員」的角色。但他仍選擇不這樣做。使得故事依舊走向悲劇的發生。
達爾奎斯特的對此論點是，1920年代的管家「德爾伯特·格雷迪」和1970年代的看守人「查爾斯·格雷迪」並不是兩個人，而是一個相似實體的兩個「表現」；一部分是永久在酒店（德爾伯特），另一部分是可以選擇是否加入酒店，以獲得過去的遺產（查爾斯），就像1921年照片中的人不完全是傑克托倫斯，但也不是另一個人。照片中的傑克一直「在酒店」，而看守員傑克則能夠選擇是否要成為酒店的一員。
影片的助理剪輯戈登·斯坦福 （Gordon Stainforth）對這個問題發表了評論，試圖在一方面的連續錯誤解釋和另一方面的隱藏意義解釋之間引導著路線；「我認為我們永遠不會完全解開這個問題。他的全名是查爾斯·德爾伯特·格雷迪嗎？也許查爾斯是一種暱稱？也許是厄爾曼把名字弄錯了？但我也認為庫布里克不希望整個故事整齊地組合在一起，所以我會說「我們所學的總和，不能整齊地相加」是絕對正確的。

庫布里克在電影中的其他對比/鏡像效果：
- 在美版中，傑克與厄爾曼的見面與傑克看似強迫的冷漠形成鮮明的對比，與溫蒂與一位女醫生的會面時，女醫生的嚴肅和專業態度也與溫蒂的緊張形成鮮明對比。[134]
- 傑克和厄爾曼的會議加入了一位名叫比爾·沃森的酒店員工，他的容貌、穿著及身影看起來與傑克相似，當他們坐在厄爾曼辦公桌左前和右前的椅子上時，實則創造了一種偽鏡像效果。[134]
- 格雷迪的女兒們看起來非常相似，看起來像是雙胞胎，然而實際上他們的年齡是不同的（厄爾曼說他認為他們大約是八歲和十歲）。[134]
- 厄爾曼曾兩次與兩名年輕的女員工道別，而在第二次告別時，她們彼此的長相非常相似。[134]
- 這部電影包含兩個樹籬迷宮，一個是外面的樹籬迷宮，另一個是根據溫蒂的描述得知的。樹籬迷宮主以兩種形式出現，高度13英尺的花園迷宮及酒店內部的模型。然而根據在迷宮中央遊走的溫蒂和丹尼、以及兩人在迷宮上空的俯視圖，可以得知花園的迷宮格局實際上內部的模型地圖不同，全景飯店主要也分為兩部分，一個是舊的空間、一個是改建的空間；這也代表著過去及現在。[134]
- 兩個版本的沐浴女人都居住在237號房間。[134]
- 在哈洛倫在邁阿密的臥室裡，就在他經歷「閃靈」之前，在對面的牆上可以看到兩幅描繪相似的裸體黑人女性畫作。
- 似乎有兩個傑克的存在，一個已經在當代發瘋並凍死，另一個出現在1921年掛在全景飯店走廊牆上的照片中。

### 照片
在影片的最後，攝影機緩慢地移向了俯瞰全景酒店的一面牆和一張1921年的照片，照片顯示在派對中間出現的傑克。庫布里克在接受米歇爾·西門特採訪時說，這張照片表明傑克是酒店早期官員的轉世。 這並沒有阻止其他理論的發展，例如傑克已被「吸收」到全景酒店。影評人喬納森·羅姆尼在承認吸收理論的同時，寫道：
正如幽靈般的管家格雷迪在他們在男廁所發生的令人毛骨悚然的事件中告訴捷克那樣：「你是看守人，先生。 你一直是看守人。」也許在1921年的某個更早的時間中，傑克真的出現了，而他現在的自我就是影子，則是照片幻影的的副本。但如果他的照片一直都在，為什麼沒有人注意到呢？畢竟，它就在牆上的中央圖片的中心，托倫斯一家明明度過了一個令人痛苦的漫長冬天，令人麻木的閒暇時間中，其實可以檢查這個地方的每一個角落探索。這是不是就像《失竊的信》一樣，眼前的東西並不是你最後看到的東西？ 當你看到它時，這個效果是如此令人不安，因為你意識到這些不可思議的事情一直在你的眼皮底下，就這樣自始至終被忽視了。

### 全景飯店的空間佈局
編劇托德·奧爾科特曾指出《閃靈》中全景飯店空間經常出現異常和不一致的細節，在部分場景中，有些房間的窗戶會出現在不應該出現的另一個角落，部分的大門也不可能通向任何區域，房間似乎一直出現在一個區域，但過了一個場景後又出現在另一個地方，牆壁的固定裝置和家具也各個場景經常出現又消失，道具也從一個房間移動到其他的房間，這是因為全景飯店的佈局沒有物理意義，建築物空間佈局是不可能實現的。
藝術家尤利·基恩斯（Juli Kearns）首先確定並繪製了全景飯店佈局中的空間差異地圖，由於全景飯店的內部是在英格蘭的工作室中建造的。這些空間差異也包括出現在不可能的地方出現的窗戶，或是內部走廊包圍的厄爾曼辦公室，以及不可能通往的公寓門口等設施，羅布·阿格也是這一理論的另一個支持者。 
《閃靈》的執行製片人詹·哈蘭被《衛報》的韓山·布魯克斯詢問關於佈景的不連續性並證實這種不連續性是否為故意的，哈蘭則表示：「佈景是刻意建造的，目的是為了打造另類和偏離主軸，所以巨大的舞廳永遠無法真正容納在酒店裡面。也故意讓觀眾不知道他們要去哪裡。人們常說《閃靈》沒有意義，不太好看，但這是一部鬼片。它不應該有任何意義。」
哈蘭進一步向凱特·阿博特詳細說明：「斯蒂芬·金允許他改變他的小說，所以庫布里克同意了，並寫了一個更加模棱兩可的劇本。很明顯這其中發生了一些不愉快的事情。在這家小旅館裡，一切都像迪士尼一樣，外面全是媚俗的木頭，但內部沒有意義。那些巨大的走廊和舞廳無法容納在裡面。事實上，整個旅館的佈局沒有任何意義。」

## 與小說的差異
《閃靈》在人物塑造和動機方面與小說有很大的不同。最明顯的區別是關於傑克·托倫斯的個性，同時也是原作者史蒂芬·金對這部電影不滿的大部分根源。

### 鬼魂的動機
在電影中，鬼魂的動機顯然是要「找回」傑克（儘管格雷迪反而對丹尼的「閃靈」能力表示興趣），正如電影結尾1920年代的照片所暗示的那樣，傑克似乎是酒店前任看守人的轉世，也讓傑克多次經歷既視感的現象。因此，這部電影比小說中關注在丹尼身上相比，反而更聚焦在傑克的身上。

### 房間號
小說中的關鍵房間「217號房」，在電影中更改為「237號房」。俄勒岡州的山林小屋酒店曾要求庫布里克不要在《閃靈》中描繪217號房間（書中有介紹） ，因為小屋裡的未來客人可能會因此害怕呆在那裡，因此才更換至該酒店中不存在的237號房間被替換了。在電影上映後，與酒店的預期相反，217號房的入客量逐漸高升，成為了山林小屋酒店最熱門的房間。
有分析將房間號的數字變化，與阿波罗登月计划阴谋论指出的論點──阿波羅11號的登月任務影片其實是庫柏力克協助下所製造的偽影片具有關聯，因為地球和月球之間的距離大約有237,000 英里。，另一種理論認為庫柏力克電影經常出現數字「42」，而「237」正好是42的乘積數。

### 傑克·托倫斯
《閃靈》小說最初將傑克描繪成單純、善意、但卻情緒化的作家，但經常被酗酒問題所困擾，當他和家人搬到了全景飯店後，飯店便轉而開始控制傑克，通過攪亂他的工作而使他的精神變得越來越不穩定，最終傑克逐漸被邪惡勢力所淹沒。在小說的結尾徹底控制了傑克的身體，並在與丹尼的最後對決中摧毀剩下的一切。
在《閃靈》電影中，傑克在故事早期就被確定為有點險惡的男子，並以跟小說不同的形式死去。在電影中，傑克殺死了哈洛倫，但在小說中只傷害了他。在小說中，傑克曾聽到他父親那令人難以忘懷、嚴厲的聲音，該橋段則在電影中遭到刪去，此外也提供了更多關於傑克酗酒問題的細節，小說及電影兩者的共同點，則是傑克與幽靈酒保的相遇加深驅使傑克惡化的關鍵。
庫布里克的合著者黛安·約翰遜認為，在金的小說中，傑克在酒店鍋爐房發現了剪報剪貼簿，為他的小說創作提供了新的思路，同時也催化了他被酒店的鬼魂附身的機會。隨著變化。此刻的傑克不再是一個受阻的作家而充滿了活力。在她對劇本的貢獻中，約翰遜也對這一場景進行了改編，令她遺憾的是，庫布里克後來將其橋段刪掉了，因為她覺得這讓傑克的改變失去了動力。庫布里克在影片的後期以不停撰寫諺語「一直工作不玩樂，讓傑克變成一個笨男孩」的場景，展示傑克在寫作時面對的瓶頸。
史蒂芬·金在1997年迷你劇《閃靈》的DVD評論 中表示，關於傑克·托倫斯的角色塑造是多數為自己的經歷，因為在撰寫《閃靈》小說時，他經常酗酒和對家人的無端發生衝突。馬吉斯特雷則是在《好萊塢的史蒂芬·金》中寫道：
庫布里克的托倫斯版本更接近於HAL 9000（登場於2001太空漫遊的虛構角色）及亞歷克斯（登場於《發條橙子》 ），而不是金在小說中所詮釋，具有矛盾、富有同情心的人類特徵。
根據托馬斯·艾倫·納爾遜的《庫布里克：電影藝術家的迷宮中》表示：「當傑克穿過接待區前往模型迷宮上的「閃靈」時，他將一個黃色網球扔過一隻毛絨玩具熊和丹尼的大輪子，網球則哈洛蘭未來將被謀殺的地方（納瓦霍人的圓圈設計）。就在丹尼走進237號房敞開的門之前，傑克的網球卻神秘地滾進了丹尼的玩具車圈。
在影片的開場，攝影機從高處掠過水面，穿越群山，宛如一隻飛翔的小鳥。在一條蜿蜒的山路上，傑克的小型黃色汽車穿過一個綠樹成蔭的道路，這也類似於丹尼的玩具車、或後來在237號房外看到的黃色網球。

### 丹尼·托倫斯
丹尼·托蘭斯是個具有稱為「閃靈」（the shining）能力的心靈感應者，而且對超自然的力量十分敏感，在小說中，丹尼被描繪成一個非常聰明、成熟的孩子，對他的超自然能力更加開放，也願意與醫生等陌生人討論這些能力。然而在電影中，丹尼的性格則描繪得更加普通。
即使丹尼和他的主要導師迪克·哈洛倫也有「閃靈」的能力，但兩人在電影中對自身的能力則保持保密的態度。在小說中，迪洛倫在回到全景飯店後，以「閃靈」的能力與其他人交談，而在電影中，他則謊報了返回全景飯店的原因。
儘管丹尼在兩個版本中都具有超自然的力量，但小說則清楚地表明丹尼想像中的朋友「托尼」確實是他自己心靈的投射，丹尼則使用「閃靈」的能力，大大增強了「托尼」的心靈。

### 溫蒂·托倫斯
跟小說自力更生和獨立的個性相比，電影的溫蒂·托倫斯相對較為溫順、順從、被動、溫柔及憂鬱，在承受不住情緒時也表現出歇斯底里或崩潰的行為；即使在檢查丹尼的醫生不在的情況下，她也積極傑克辯護的方式表明了這一點。暗示她可能也被傑克家暴過。
在《好萊塢的斯蒂芬·金》中，馬吉斯特雷曾提及史蒂芬金迷你劇中呈現的溫蒂，與電影版溫蒂的差異：

透過瑞貝卡·德·莫妮的詮釋，溫蒂恢復在原作小說所具有的鋼鐵般韌性，與雪萊·杜瓦描繪誇張的溫蒂相比還顯得吸睛，杜瓦爾飾演的溫蒂就像是對於奧莉薇的重新詮釋，一種當超出她的理解能力的力量時，可能會因自身的行為造成愚蠢的死亡，因此更不用说超越了。

聯合編劇黛安·約翰遜表示，在她對劇本的貢獻中，溫蒂有更多的對話，然而庫布里克刪掉了她的許多台詞，可能是因為他對杜瓦的表現不滿意。約翰遜認為，實際上早期的劇本草稿則將溫蒂描繪成一個更全面的角色。

### 斯圖爾特·厄爾曼
在小說中，厄爾曼具有著高度、專制的、勢利的個性。電影中的厄爾曼更加人性化，關心傑克的幸福以及自信。小說中，厄爾曼表示他不贊成僱用傑克，但飯店高層當局則要求僱用傑克。厄爾曼在小說中的專橫本性是導致傑克惡化的第一步，而在電影中，厄爾曼在很大程度上充當了背景介紹的解釋者。
在《庫布里克和適應的藝術》中，作者格雷格·詹金斯寫道：：《閃靈》書中的烏爾曼形象在電影中完全被重新塑造；他現在散發出魅力、優雅和溫文爾雅的形象。
在《庫布里克：在電影藝術家的迷宮》中：烏厄爾曼告訴傑克，酒店的經營時間是從5月15日持續到10月30日，這意味著托倫斯一家需要從萬聖節（10月31日）搬進來。在厄爾曼的桌子上，一面小美國國旗旁邊放著一個金屬杯，裡面裝著鉛筆、鋼筆、還有一把斧頭的微型複製品。
“當厄爾曼本人面帶微笑時，他將前看守人的故事作為腳註講述，將：他『看起來完全正常』但卻用斧頭砍斷了他的家庭，對此傑克則透露著明顯的興趣（就好像在回憶自己的噩夢一樣）和他不真誠的志趣相投（人格障礙的早期跡象）讓觀眾相信這部電影對傑克瘋狂的定義，明顯還要更複雜得多。

### 家庭關係
在小說早期，史蒂芬·金向讀者提供了大量關於托倫斯家庭壓力的資訊，包括揭露傑克對丹尼的虐待、溫蒂對丹尼能力的恐懼。 庫柏力克則在此緩和了早期的家庭緊張局勢，並比金更逐漸地揭示了家庭不和諧的一面。
在電影中，丹尼與溫蒂的感情紐帶比與傑克的情感還要更緊密，這助長了傑克長期下來性格偏執的想法，即兩人正在「密謀」反對他。小說中的情況正好相反，溫蒂偶爾會因為丹尼顯然更喜歡傑克，並非她而感到嫉妒。

### 情節差異
在小說中，傑克最後通過丹尼的干預成功恢復了理智和性格，而這在電影中沒有發生。弗雷德里克·克拉克在《Cinefantastique》雜誌上寫道：「尼克遜並不是在飾演一個變得精神錯亂的正常人，而是描繪了一個試圖保持理智的瘋子。」 在小說中，傑克的最後一幕是讓溫蒂和丹尼在旅館因鍋爐故障爆炸之前逃離旅館，最終受到爆炸波及而死亡。電影則是以酒店仍保持完好的狀態下結束。
由於當時特效的限制，小說中修剪動物樹籬的橋段被省略了，並更換為樹籬迷宮做為代替。
在電影中，酒店的能量可能來自建在美洲原住民墓地上。在小說中，酒店表現出邪惡的原因可能是由金之前的小說《撒冷地》及作家雪莉·傑克遜在1959年創作的哥特式恐怖小說《鬼入侵》主題影響解釋的：一個有形的地方可能會吸收那裡發生的邪惡，並將它們表現為一種模糊的有意識的惡意。  電影中，哈羅蘭向丹尼講述了發生在全景飯店的現象。在小說中，則是傑克通過剪貼簿對酒店的過去進行了大量調查，除了兩處劇情外，電影中幾乎省略了一個次要情節：包括剪貼簿在打字機旁邊的短暫出現，以及傑克對格雷迪鬼魂的聲明，他從一篇描述格雷迪可怕行為的舊報紙文章中認出了他的臉。事實上，庫布里克確實拍攝了傑克發現剪貼簿的情景，但卻在後期製作過程中將其刪除，聯合編劇黛安·約翰遜對這一決定表示遺憾。
一些最具標誌性的場景，例如走廊裡的女孩、電梯的鮮血，以及溫蒂在傑克桌子上發現的打字頁面都是電影獨有的。同樣，許多最令人難忘的台詞也僅在電影存在。

### 電影改編的評價
儘管史蒂芬·金的粉絲們對庫布里克改變《鬼店》減少小說的主題為由進行批評態度，但史蒂夫·比奧德羅斯基（Steve Biodrowski）對電影的評論為庫布里克的做法進行了辯護。他認為，與早期電影一樣，庫布里克剝離了原作電影的背景故事，將其簡化為“基本敘事線”，使角色更像是原型角色。
他對這部電影的評論是少數與小說進行詳細比較的評論之一。他寫道：《鬼店》是一次精彩而雄心勃勃的嘗試，首次拍攝一部沒有原有的元素，試圖開創性全新方向的恐怖電影。

## 流行文化中的影響
自上映後，《閃靈》便影響著美國及英國流行文化，特別是在電影、電視、動畫、遊戲和音樂中。其中在走廊盡頭裡的格雷迪姐妹、名言「Redrum」、從電梯門溢出的鮮血、和「強尼在這裡」等元素已被視為文化象徵，並經常被媒體引用。
被認為受到庫布里克影響的導演蒂姆·伯頓曾在2010年執導的《魔境夢遊》中以格雷迪姐妹為原型，塑造了雙胞胎（Tweedledum and Tweedledee）的角色，（就像電影的許多觀眾一樣，伯頓認為這兩個女孩是雙胞胎）。
《辛普森一家》1994年的第六季劇集 《恐怖樹屋V》包括一個名為《閃靈》的戲仿。
荷蘭舞曲二人組杜普樂隊在他們 1993 年的舞曲《Here's Johnny》中採樣尼克遜的台詞：「強尼在這裡」。1994年，這首歌將在澳洲音樂榜排名第一，1995 年，它在澳洲ARIA排行榜上保持第一名的位置長達五週。
美國重金屬樂隊滑結樂團在他們2000年的首支音樂錄影帶中向《閃靈》致敬，該歌曲由托馬斯·米戈農執導。該影片由樂隊成員的概念圖像組成，每個成員都描繪了扮演《閃靈》電影中標誌性場景的角色，該影片因公開的圖像和暴力描述曾被MTV禁止播放。
香港流行曲歌手楊千嬅於2002年推出單曲《閃靈》，歌詞中「黑暗中／我再見這經典傑作／看著那可笑的臉飛過大銀幕」等句子描述女主角觀看此經典電影時的感覺，該曲於2002年成為商業電台叱吒樂壇流行榜、TVB勁歌金曲和新城電台勁爆本地榜三台冠軍歌。
《閃靈》鬧鬼的舞廳場景為英國音樂家利蘭·柯比（Leyland Kirby）作為其藝名The Caretaker的靈感，他的首張專輯《鬼屋舞廳精選回憶》（1999 年）實際則受到《閃靈》的影響。
美國搖滾樂隊30秒上火星為他們 2006 年的單曲《The Kill》製作了一段音樂MV，也是對於《閃靈》的延伸敬意。該MV由主唱杰瑞德·莱托執導。
從 1996年起，這部電影與《惊魂记》作為恐怖之夜組合的一部分出現在電影《[龙卷风_(电影)|龍捲風》的片段中。皮克斯动画工作室的電影也曾多次引用彩蛋，包含1995年《玩具總動員》中阿薛家的地毯，呼應「237」數字、2003年《海底總動員》中鯊魚布魯斯的台詞：「布魯斯在這裡！」、以及2019年《玩具總動員4》的背景配樂等元素。
美國金屬核樂隊Ice Nine Kills的2017年歌曲《Enjoy Your Slay》的靈感主要來自《閃靈》的小說和電影改編。這首歌還邀請了庫布里克的孫子山姆·庫布里克作為客座歌手。
電視連續劇《鬼靈偵探》第六季所播映的劇集《Heeeeere the Lassie》，其中的情節和人物都是基於《閃靈》。 在普利米爾酒店的廣告中，「強尼在這裡！」被曾被廣告代言人皆英國喜劇演員連尼·亨利戲仿。然而被禁止在兒童電視網絡上放映。
文斯·吉利根是庫布里克的粉絲，他在其編劇的他的許多作品經常提到或引用庫布里克的電影。其中在《絕命毒師》和《絕命律師》曾出現不少對於《閃靈》的致敬及彩蛋。
庫布里克的密友斯蒂芬·斯皮尔伯格在2018年的電影《一級玩家》中因無法獲得使用《銀翼殺手》的權利，因此則加入了《閃靈》作為電影中的劇情元素及文化致敬，並還原了全景飯店的場景。還包括格雷迪姐妹、電梯、237房間、浴缸裡的女士、舞廳和1921年的照片。史匹柏認為這些元素皆是對庫布里克的致敬。
在2019年的斯蒂芬·金小說《研究所》中，曾提到了《閃靈》電影。
2020年，《魔鬼神探》的第五季劇集《我們的魔力》向庫布里克和《閃靈》致敬，讓一個小男孩騎著三輪車沿著酒店的走廊走，牆紙與電影中的地毯圖案相似。
電子遊戲《Minecraft》包含一個複活節彩蛋，如果使用命名牌將衛道士命名為「約翰尼(Johnny)」，它將開始殺死遊戲中的任何除了窳民外的生物。

## 續集和衍生作品
2014 年，華納兄弟影業開始製作一部改編自小說《安眠醫生》的電影，這是小說《閃靈》的續集 。 2016 年，阿奇瓦·J·高斯曼宣布他將以編劇身份負責此電影的製作，由於製片商沒有獲得本片的預算，直到也是改編自史蒂芬·金小說的2017年恐怖電影《牠》的票房成功為止。麥可·弗拉納根被聘用重寫高斯曼的劇本並執導本片
2018年1月26日，《鬼店》續集的改編電影已快速進入發展階段，弗拉納根確認執導電影，《安眠醫生》作者史蒂芬·金擔任執行製片人和創意顧問。
2019年6月，麥可·弗拉納根證實，《安眠醫生》將是1980年電影的續集。並於2019年10月31日在國際上首映，隨後於2019年11月8日在美國和加拿大首映。
2020年4月，名為《全景飯店》的衍生產品進入HBO Max的開發階段。2021年8月，HBO Max選擇不繼續該項目。